# Lübsche Straße (Wismar)

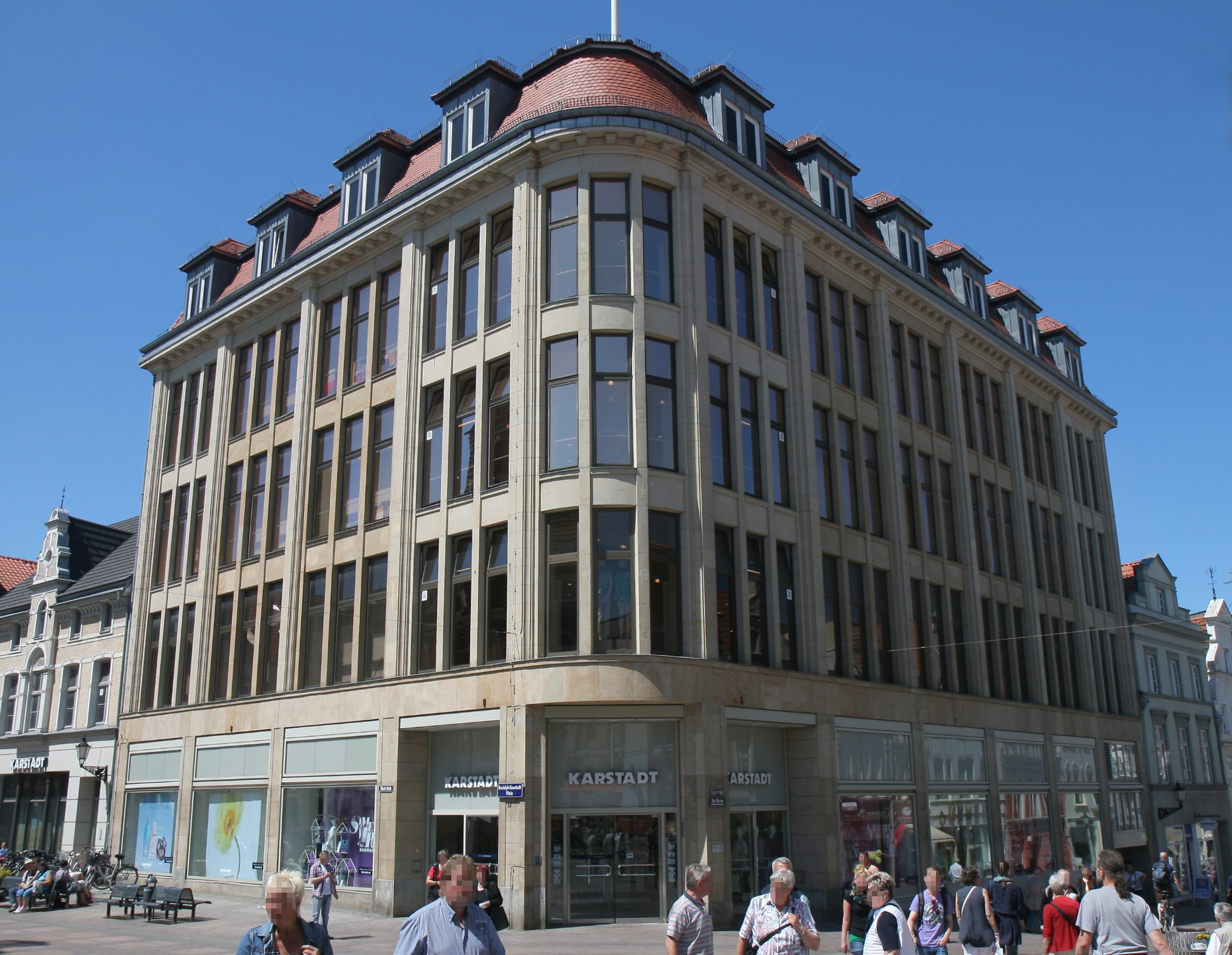
Nr. 1: Stammhaus Karstadt

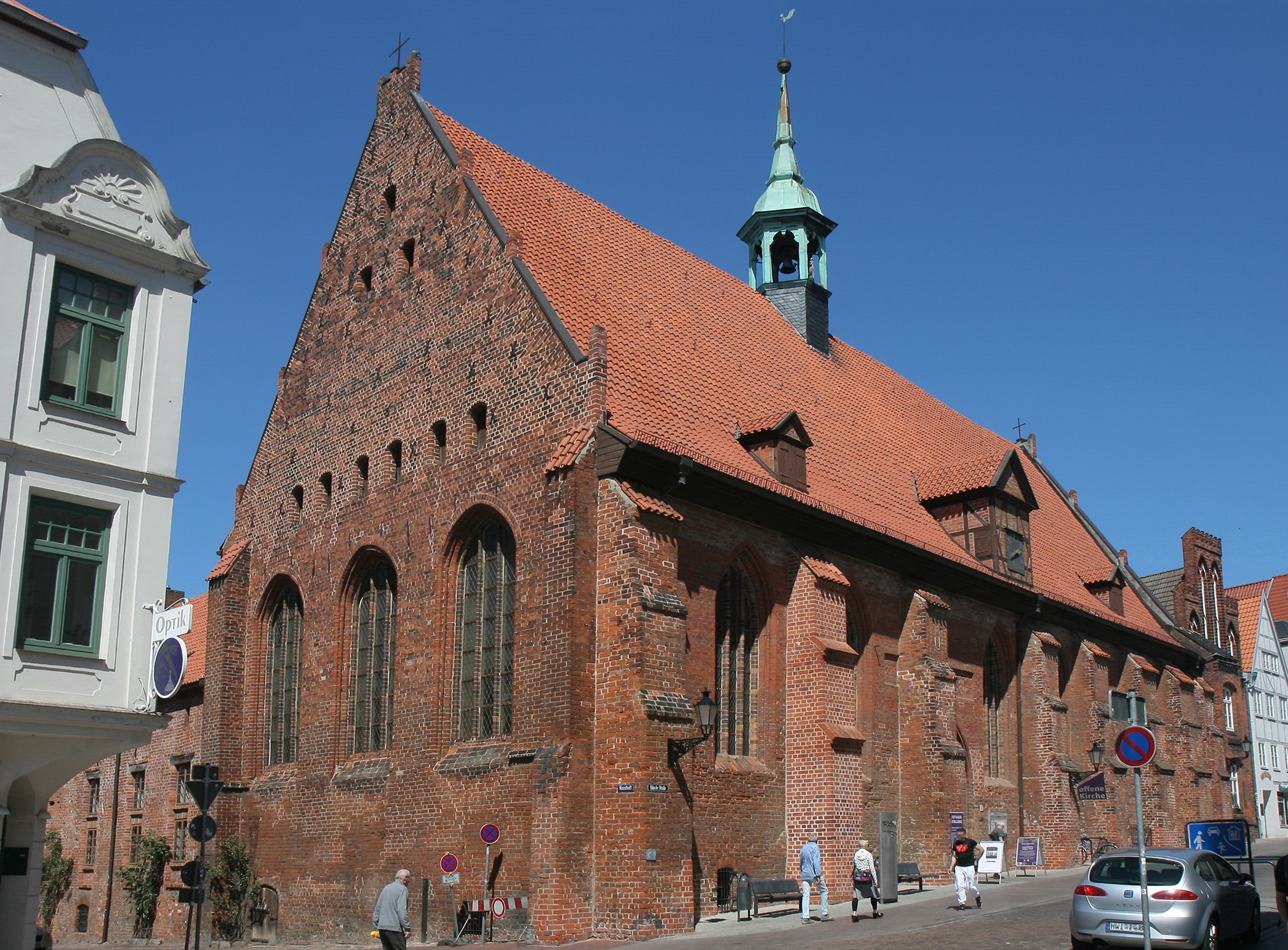
Heiligen-Geist-Hospital

Die historische Lübsche Straße in Wismar liegt im Zentrum der Altstadt, die wie der Alte Hafen unter dem besonderen Schutz der UNESCO steht, nachdem Wismar 2002 in die Welterbeliste aufgenommen wurde. Sie führt in Ost-West-Richtung vom Markt / Hinter dem Rathaus bis zur Zierower Landstraße und zur Bundesstraße 105 nach Gägelow, Grevesmühlen und Lübeck.
Sie ist in der Altstadt eine Einkaufsstraße, teilweise eine Fußgängerzone (bis Johannisstraße) und mit 4200 Metern die längste Straße von Wismar, mit der höchsten Hausnummer (221). An ihr stehen rund 60 Baudenkmäler.

## Nebenstraßen

Wismar zur Zeit der Hanse

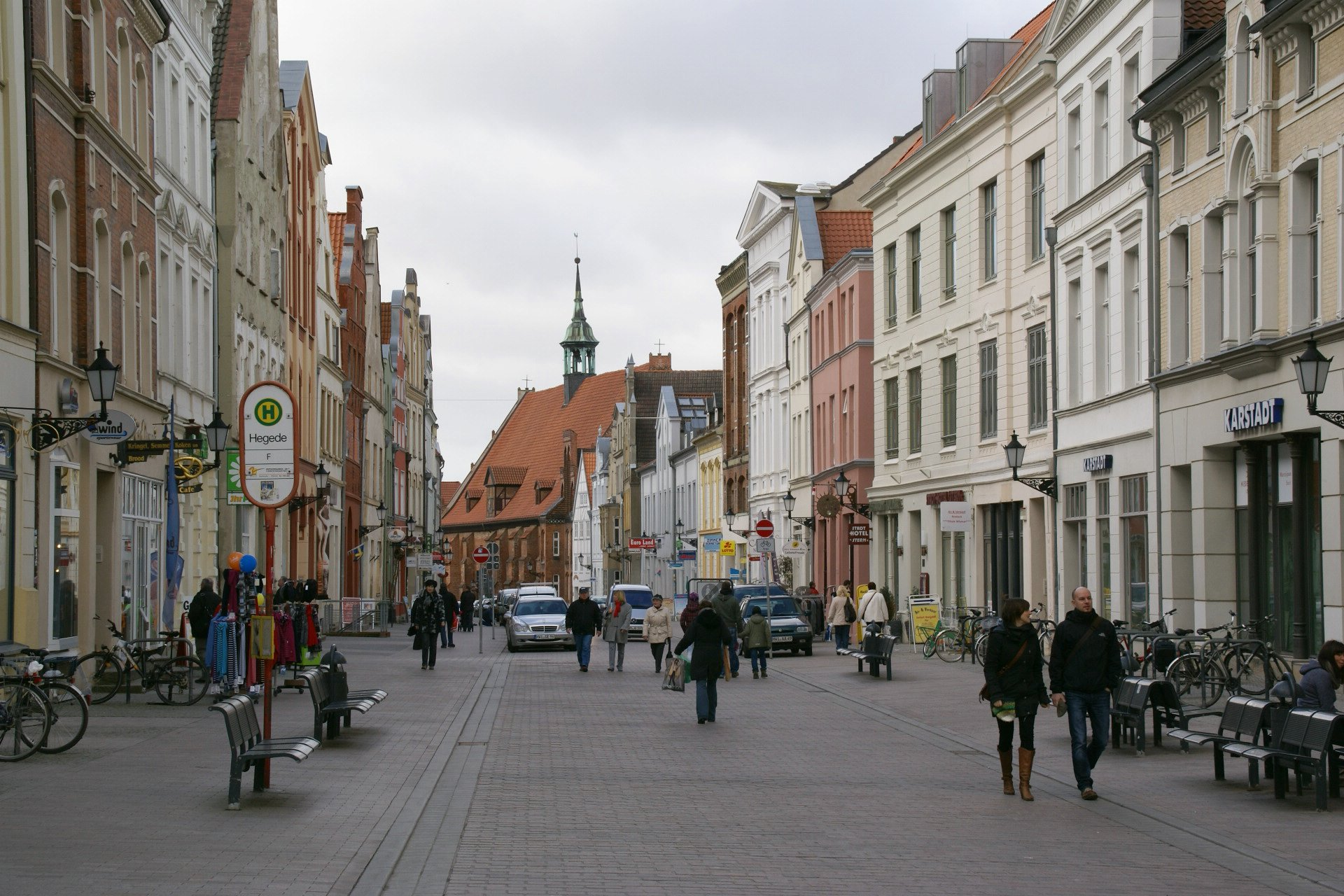
Fußgängerzone

Die Nebenstraße und Anschlussstraßen wurden benannt als Am Markt, Hinter dem Rathaus nach dem Ort. Hegede nach dem niederdeutschen heghe für Hege, Hecke oder hier einer Abgrenzung im 14. Jahrhundert auf dem Markt, Krämerstraße seit dem 13. Jahrhundert nach den Kaufleuten, Johannisstraße, Büttelstraße seit dem 14. Jahrhundert nach dem Büttel (= Gerichtsdiener), Beguinenstraße seit dem Mittelalter nach unabhängig in Gemeinschaft lebenden Frauen, Negenchören, Neustadt nach dem um 1238 bis 1250 gebauten Stadtteil, Große Hohe Straße seit dem 13. Jahrhundert, Claus-Jesup-Straße nach dem aufständischen Bürgermeister zu Beginn des 15. Jahrhunderts, Baustraße 1290 erwähnt nach den hier bauenden Ackerbürgern, Ulmenstraße nach dem Baum, Dahlmannstraße nach dem Historiker und Staatsmann Friedrich Christoph Dahlmann, Holzdamm, unbenannter Weg, Welterbepfad, Teerhof nach dem Lagerplatz, Weidendamm, Burgwall, Philipp-Müller-Straße, An der Koggenoor nach einem Noor als seeartiger Liegeplatz für Schiffe, Werftstraße die zur MV Werften führt, Am Köppernitztal nach dem Fließgewässer, unbenannter Weg, Zum Festplatz, Lembkenhof und Am Lembkenhof nach den Hofbesitzern, An der Lübschen Burg nach dem Ortsteil, Beethovenstraße nach dem Komponisten, Rudolf-Breitscheid-Straße nach dem SPD-Politiker und Minister (1874–1944 im KZ), Richard-Wagner-Straße nach dem Komponisten, Mozartstraße nach dem Komponisten, Erwin-Fischer-Straße nach dem KPD-Widerstandskämpfer (1907–1942, hingerichtet), Woltersdorfer Weg nach dem Nachbardorf (heute in Barnekow) und Zierower Landstraße nach der Nachbargemeinde.

## Geschichte

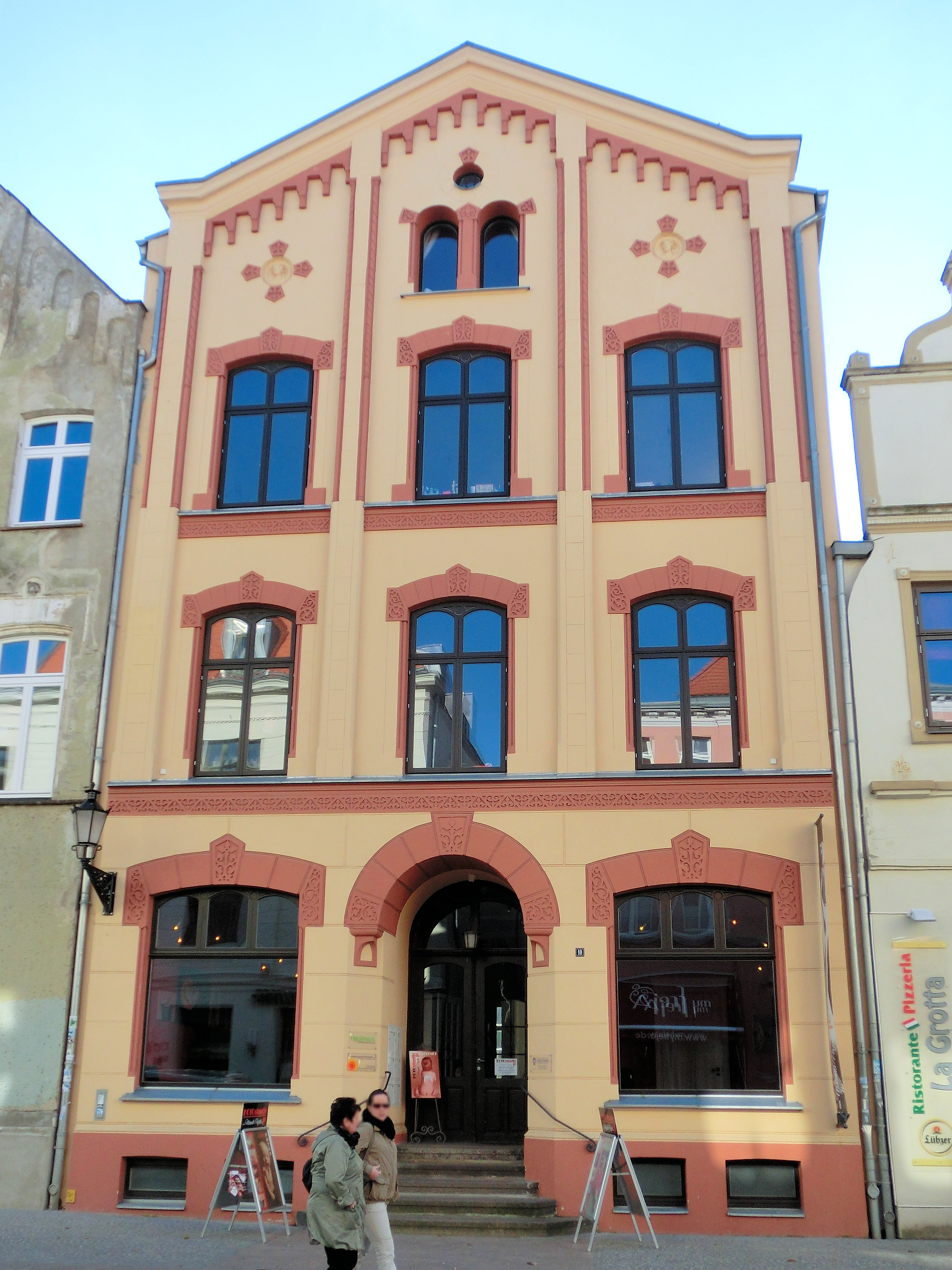
Nr. 10

### Name
Die Lübsche Straße wurde benannt nach der Hansestadt Lübeck, wo sie hinführt. Lübeck – im Adjektiv lübsch – war Mitgründerin der Hanse (1241) und ihre bedeutendste Stadt, zu der Wismar seit 1259 im Wendischen Städtebund gehörte. Die Straße wurde früher Lübekerstraße genannt und sie endete vor der Erweiterung der Stadt bereits an der Heiligen-Geist-Kirche.

### Entwicklung

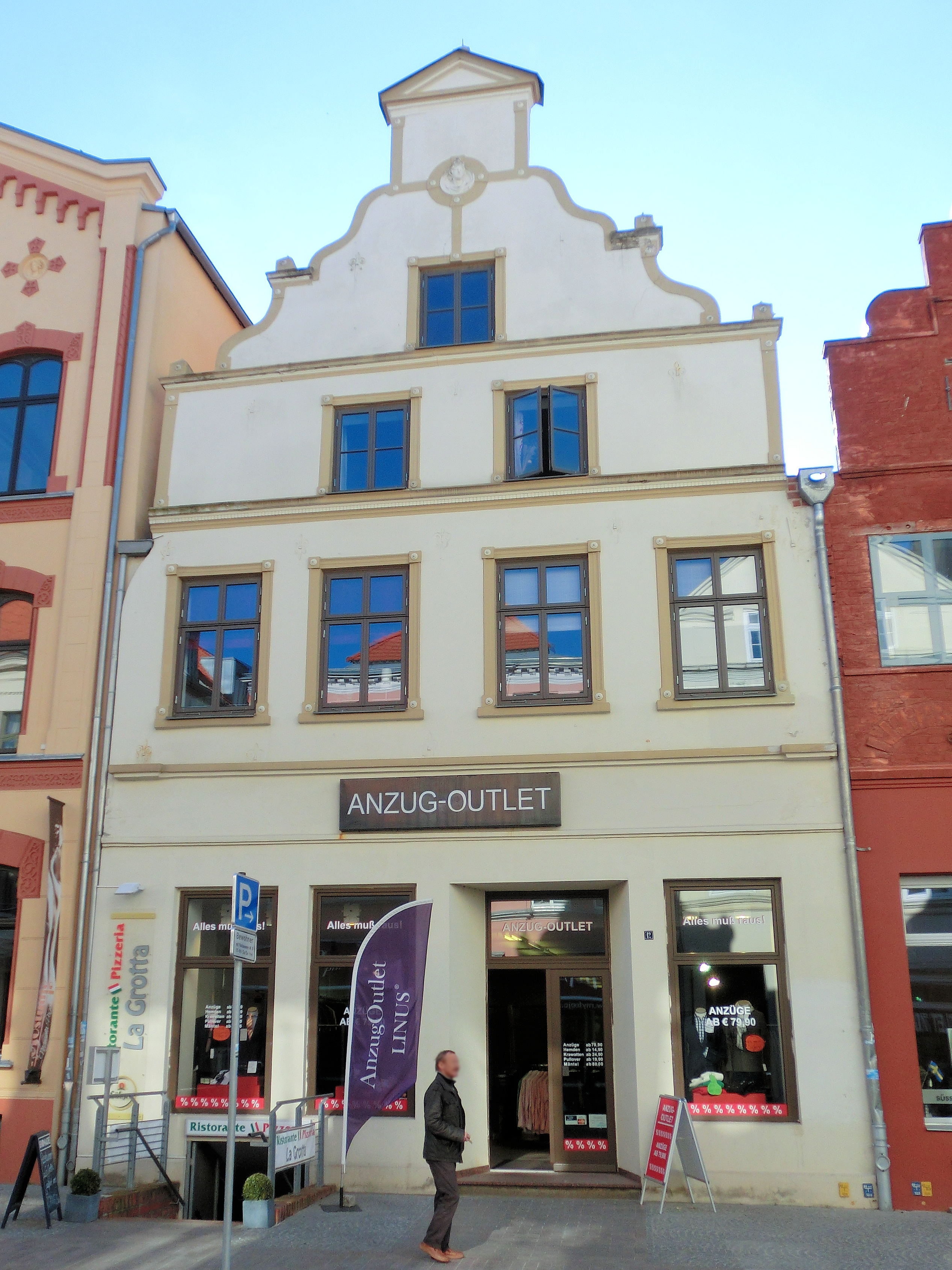
Nr. 12

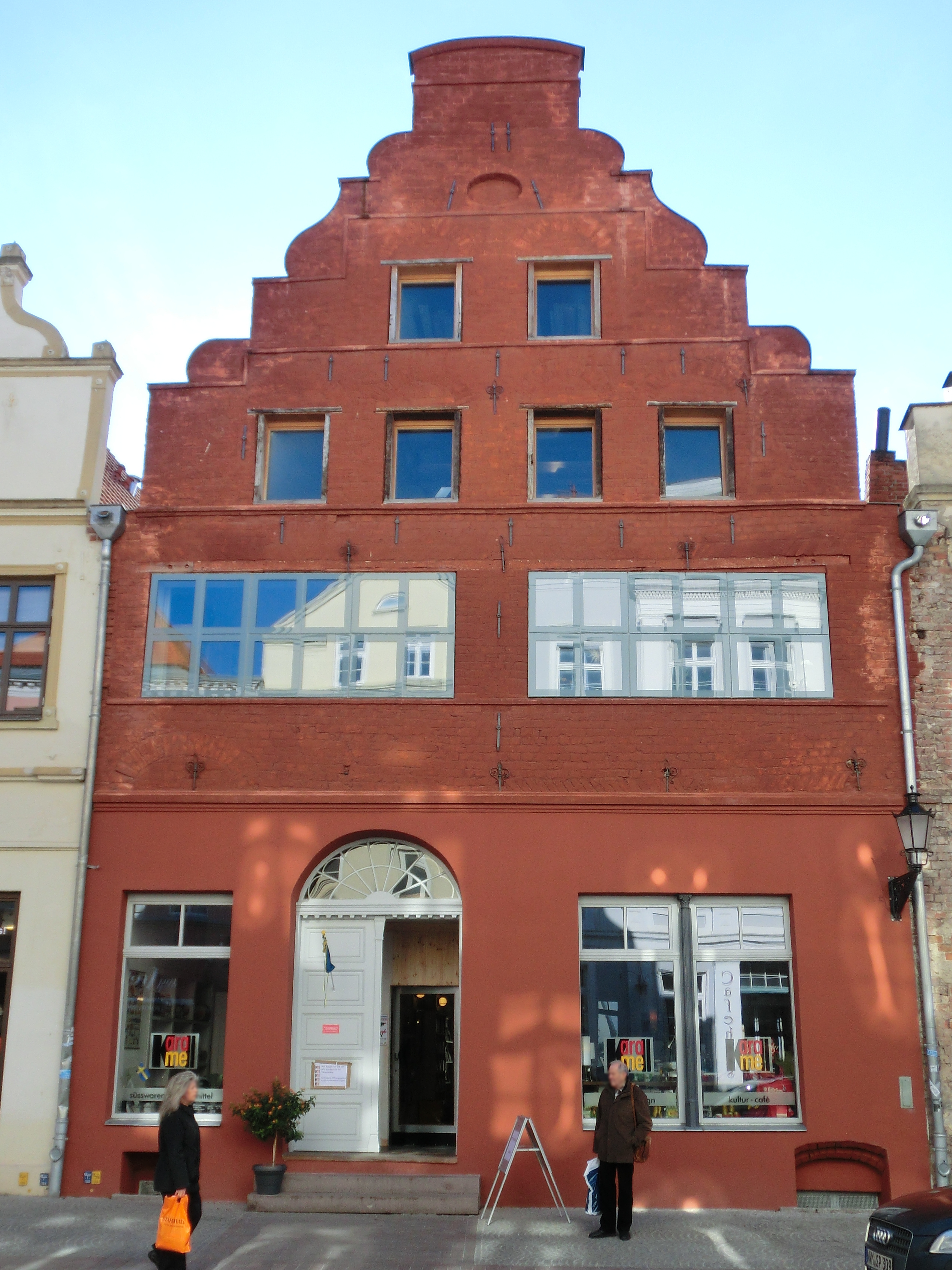
Nr. 14

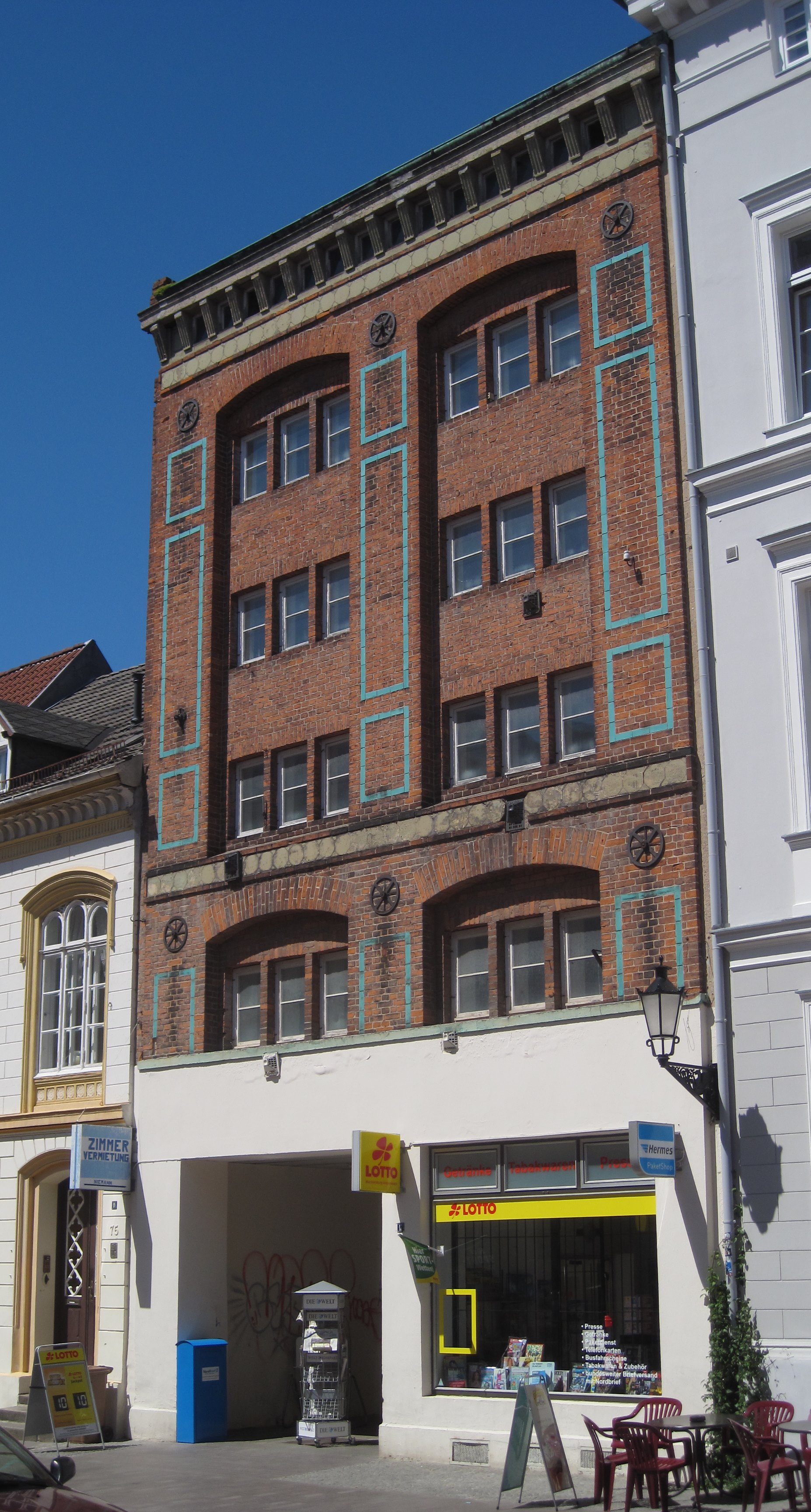
Nr. 17

Wismar wurde im Mittelalter ein bedeutendes Mitglied der Hanse. Der Markt und seine Zufahrtsstraßen bildeten den Kern des mittelalterlichen Ortes, der als Stadt 1229 erstmals erwähnt wurde. Die Straße führt vom Markt durch die Altstadt und Wismar West mit den Stadtteilgebieten Burgwall, Weidendamm, Köpernitztal und Lübsche Burg. Das mittelalterliche Lübsche Tor zwischen Alt- und Weststadt wurde wie die Stadtbefestigung 1869/70 abgetragen, um die Stadt erweitern zu können.
Die seit 1991 im Sanierungsgebiet Altstadt liegende verkehrsberuhigte Straße wurde im Altstadtbereich in Abschnitten von 2007 bis 2010 saniert mit Reihensteinpflaster für die 7,50 Meter breite Fahrbahn und Granitplatten (60/30/8) für Geh- und Radweg. Sie ist Teil der Hansischen Ostseestraße.

## Gebäude, Anlagen (Auswahl)
An der Straße stehen in der Altstadt zumeist Wohn- und Geschäftshäuser. Die rund 60 mit (D) gekennzeichneten Häuser stehen unter Denkmalschutz.

### Nr. 1 bis Nr. 57
- Nr. 1: 4-gesch. Kaufhaus von 1907 (D) als Eckhaus; Stammhaus von Karstadt, 1881 gründete von Rudolph Karstadt unter dem Namen Tuch-, Manufactur- und Confectionsgeschäft Karstadt
- Nr. 3: 3-gesch. Geschäftshaus (D) mit dominantem 3-gesch. Risalit als Nebengebäude von Karstadt
- Nr. 5: 3-gesch. neoklassizistisches Wohn- und Geschäftshaus (D); heute mit Karstadt
- Nr. 7: 3-gesch. Wohn- und Geschäftshaus (D); heute mit Restaurant
- Nr. 9: 3-gesch. Wohn- und Geschäftshaus (D) mit bemerkenswerten Fensterrahmen im OG, saniert 2010/11 und Erweiterungsbau; heute Stadthotel Stern mit Restaurant Zur Linde
- Nr. 10: 3-gesch. Wohn- und Geschäftshaus (D) als Giebelhaus mit dekorativer Fassade
- Nr. 11: 3-gesch. Wohn- und Geschäfts: Hier erinnert eine Tafel daran, dass Wilhelm Voigt, bekannt als Hauptmann von Köpenick, hier 1906 bei dem Hofschuhmacher H. Hilbrecht gewohnt und gearbeitet hat
- Nr. 12: 3-gesch. Wohn- und Geschäfts (D) mit barockisierendem Giebel mit Voluten;
- Nr. 13: 4-gesch. neoklassizistisches Wohn- und Geschäftshaus (D) als Giebelhaus
- Nr. 14: 2-gesch. Wohn- und Geschäftshaus von um 1750 (D) mit barockem englischroten Treppengiebel, Kellerwände des heutigen Kriechbodens aus dem Mittelalter, darauf Speicher von um vermutlich 1659 mit zwei oberen Lukenreihen, viele Eigentümer (ab 1909 Schlachterei) und zahlreiche Umbauten mit erhaltenen klassizistischen Elementen im Inneren, geteilte Diele, nach Brand in 1920 neue Südfassade und neuer südlicher Dachstuhl; von 2008/09 bis 2012 saniert, war zeitweise Domizil der Deutsch-Schwedischen Gesellschaft[6][7]
- Nr. 15: 3-gesch. neoklassizistisches Wohn- und Geschäftshaus (D) mit Mezzaningeschoss; heute mit Café
- Nr. 16: 2-gesch. Wohn- und Geschäftshaus (D) als barockes weißes Giebelhaus mit Voluten, saniert nach 2014
- Nr. 17: 5-gesch. verklinkertes Wohn- und Geschäftshaus (D) mit markantem Kraggesims
- Nr. 19: 2-gesch. historisierendes Wohn- und Geschäftshaus (D)
- Nr. 21: 2-gesch. 11-achsiges Geschäftshaus (D) mit 3-gesch. Mittelrisalit; heute mit Restaurant
- Nr. 22: 2-gesch. Wohn- und Geschäftshaus mit Restaurant
- Nr. 23: 3-gesch. Wohnhaus aus dem 14. Jhd. (D) der ehem. Kaufmannscompagnie als Dielenhaus mit Dachhaus und Kemlade; seit 2014 saniert und Welt-Erbe-Haus mit Ausstellungen zum Weltkulturerbe der UNESCO[8]
  - Rund 64 m ² große Tapete von 1823 von der Manufaktur Dufour et Cie (Mâcon, Paris) (D); sie zeigt Bildnisse der griechischen Mythologie: Reise des Telemachos auf die Insel der Göttin Kalypso
- Nr. 23a: 2-gesch. Wohn- und Geschäftshaus (D) mit Treppengiebel; heute mit Tourismus-Information
- Nr. 25: 3-gesch. historisierendes Wohnhaus (D) im Stil des Eklektizismus mit 4-gesch. Mittelrisalit
- Nr. 27: 3-gesch. Wohn- und Geschäftshaus (D) als Giebelhaus mit Fachwerkelementen
- Nr. 29: 2-gesch. gotisierendes Wohn- und Geschäftshaus (D) als Giebelhaus mit Backsteinfassade und Zinnenbekrönung
- Nr. 31 / Neustadt 1: Heiligen-Geist-Hospital von um 1250, gotische Kirche von nach 1323 (D)[9]
- um Nr. 33 / Ecke Neustadt: Standort einer 2-gesch. Freischule von 1838 der Kochstifftung von Superintendent Christian Balthasar Koch (1751–1830), nach 1945 Kindergarten; Stiftung seit 2016 in der Mecklenburger Straße[10]
- Nr. 37: 2-gesch. Hotel (D) mit 3-gesch. Zwerchgiebel; heute Pension 1554
- Nr. 38: 2-gesch. Wohn- und Geschäftshaus (D) als Giebelhaus mit rubinrotem Treppengiebel
- Nr. 39: 2-gesch. 10-achsiges Wohnhaus (D) mit 3-gesch. Mittelrisalit
- Nr. 42: 3-gesch. Wohnhaus von 1663 (D) als barockes Giebelhaus mit Voluten und prägenden oberen Fensterläden
- Nr. 44: 4-gesch. Wohnhaus (D) mit imposanter Schaufassade vor dem Satteldach, Dielenhaus mit Speicher von um 1650, rückseitiger 2-gesch. Giebel mit Fachwerk, saniert bis 2008; heute Begegnungs- und Betreuungsstätte für Behinderte
- Nr. 48: 2-gesch. Wohnhaus (D) als barockes Giebelhaus mit durch Säulen betontem Portal, Dachstuhl von 1651, saniert 2006/07[11]
- Nr. 49: 2-gesch. Wohn- und Geschäftshaus mit Restaurant
- Nr. 50: 2-gesch. 7-achsiges klassizistisches Logenhaus (D) mit 3-gesch. Mittelrisalit; Sitz der Freimaurerloge Zur Vaterlandsliebe, 1927 Arbeitsaal nach Entwurf von M. Eggert – rekonstruiert, saniert 2005/06[12]
- Nr. 56: 2-gesch. Wohn- und Geschäftshaus (D)
- Nr. 57: 2-gesch. historisierendes Wohn- und Geschäftshaus von um 1900 (D) als Giebelhaus mit verziertem Ortgang; saniert nach 2002[13]

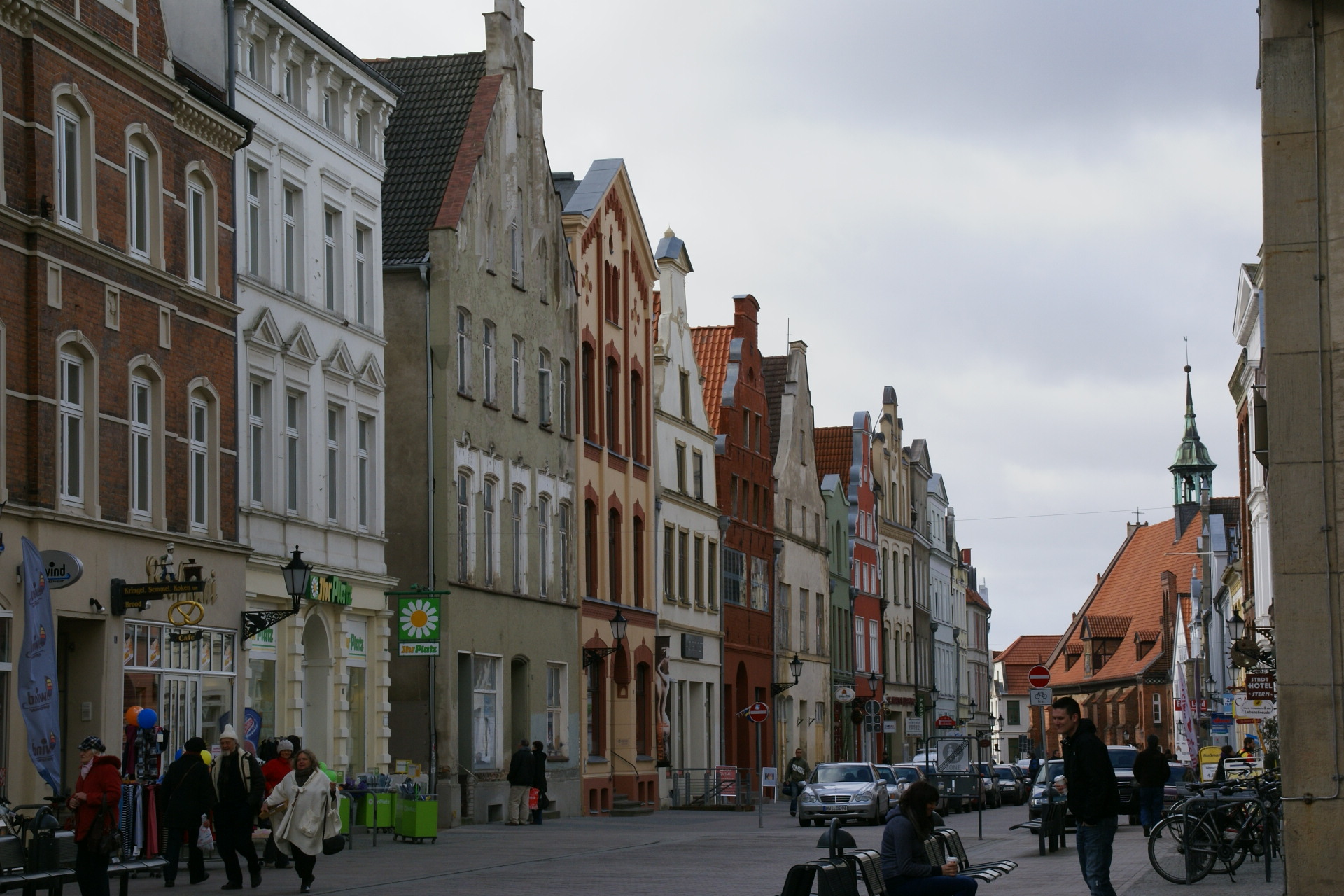
Fußgängerzone
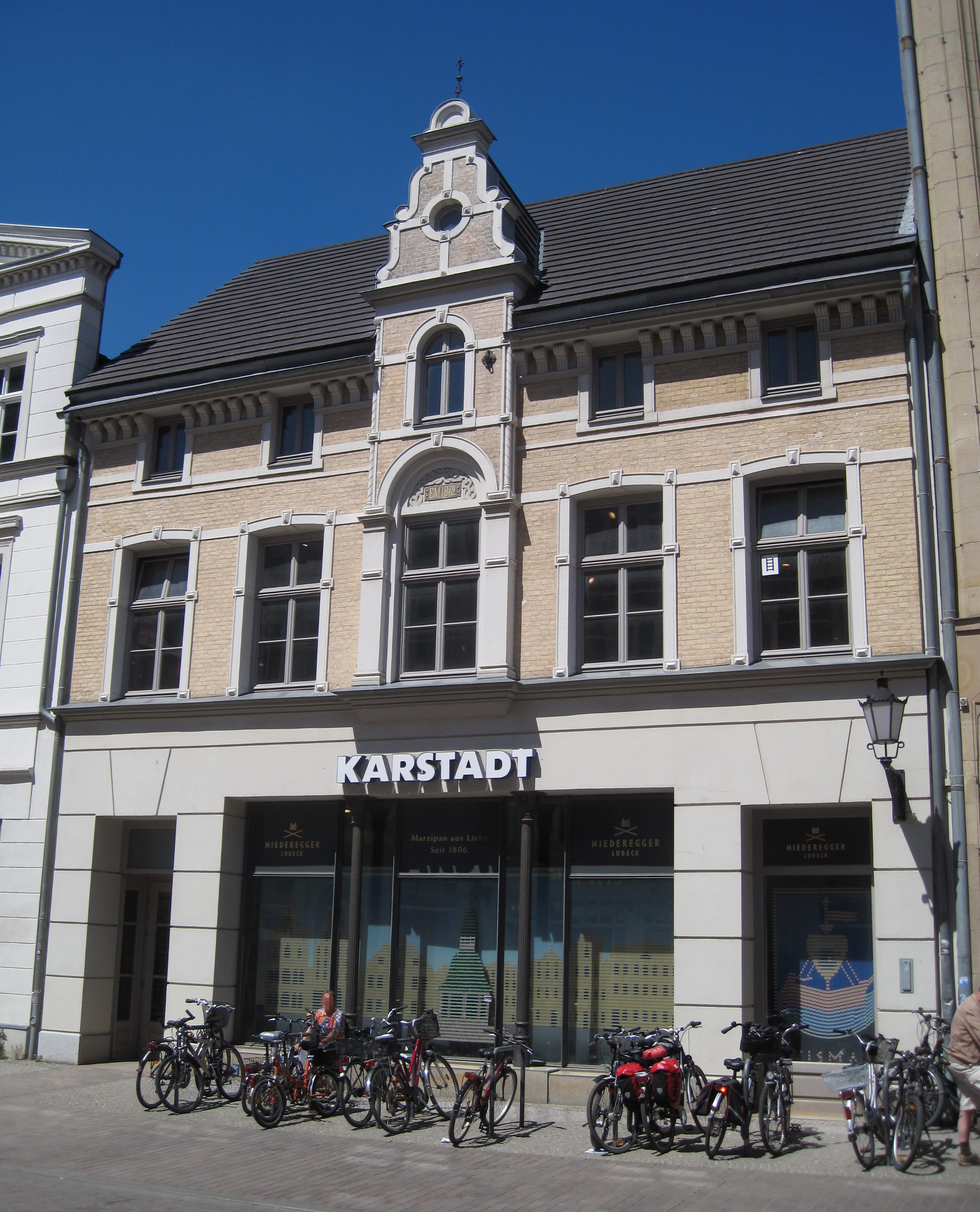
Nr. 3
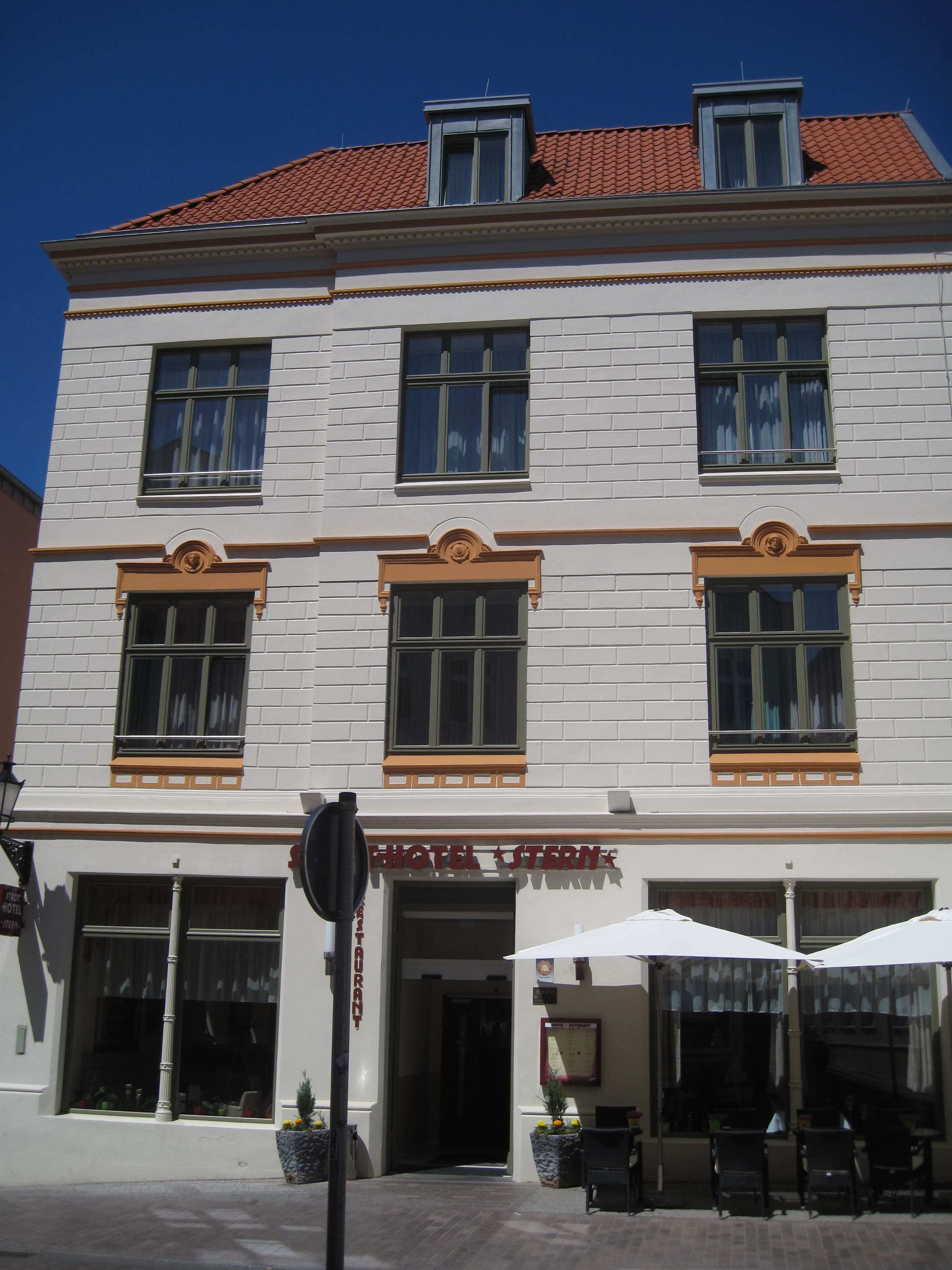
Nr. 9
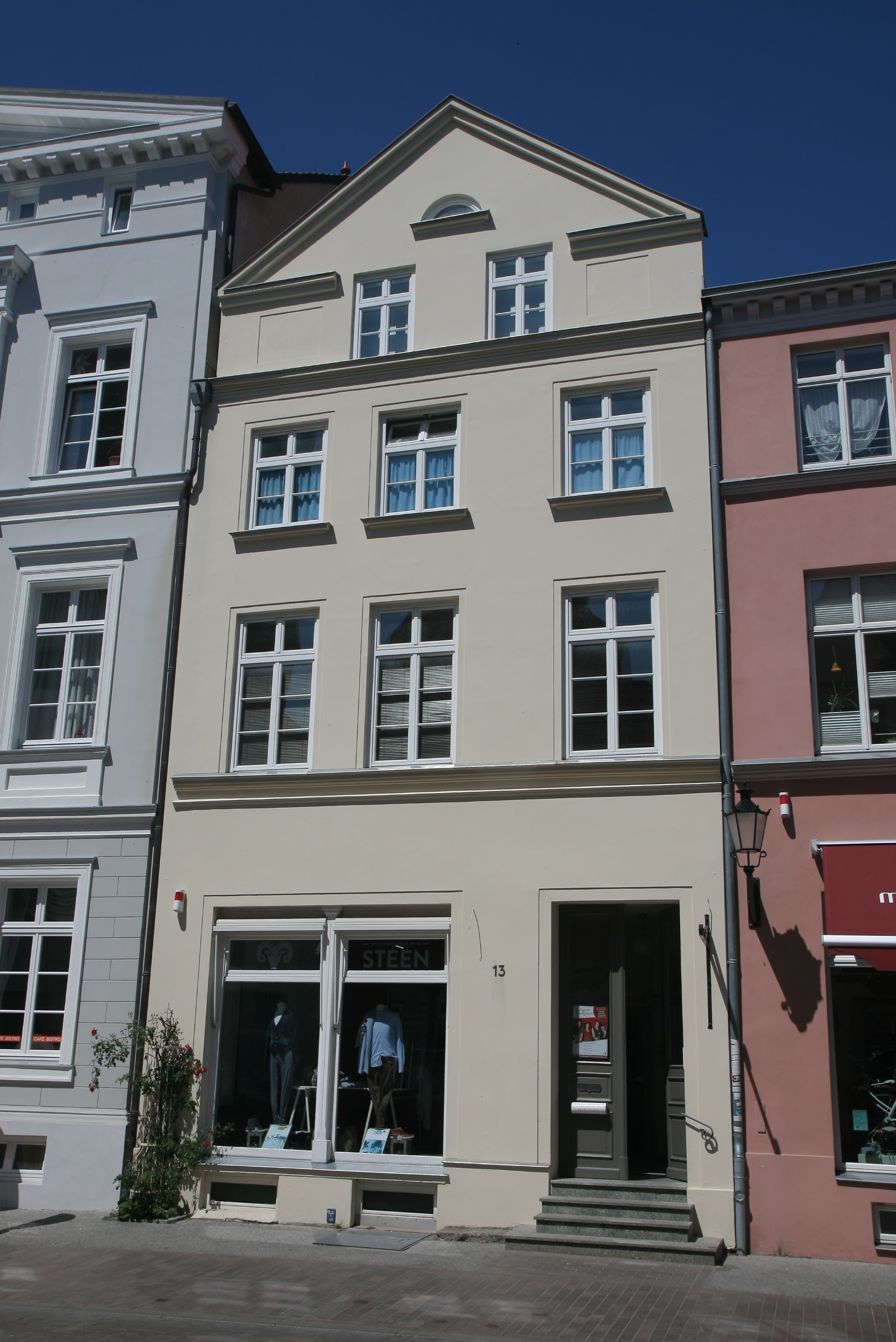
Nr. 13
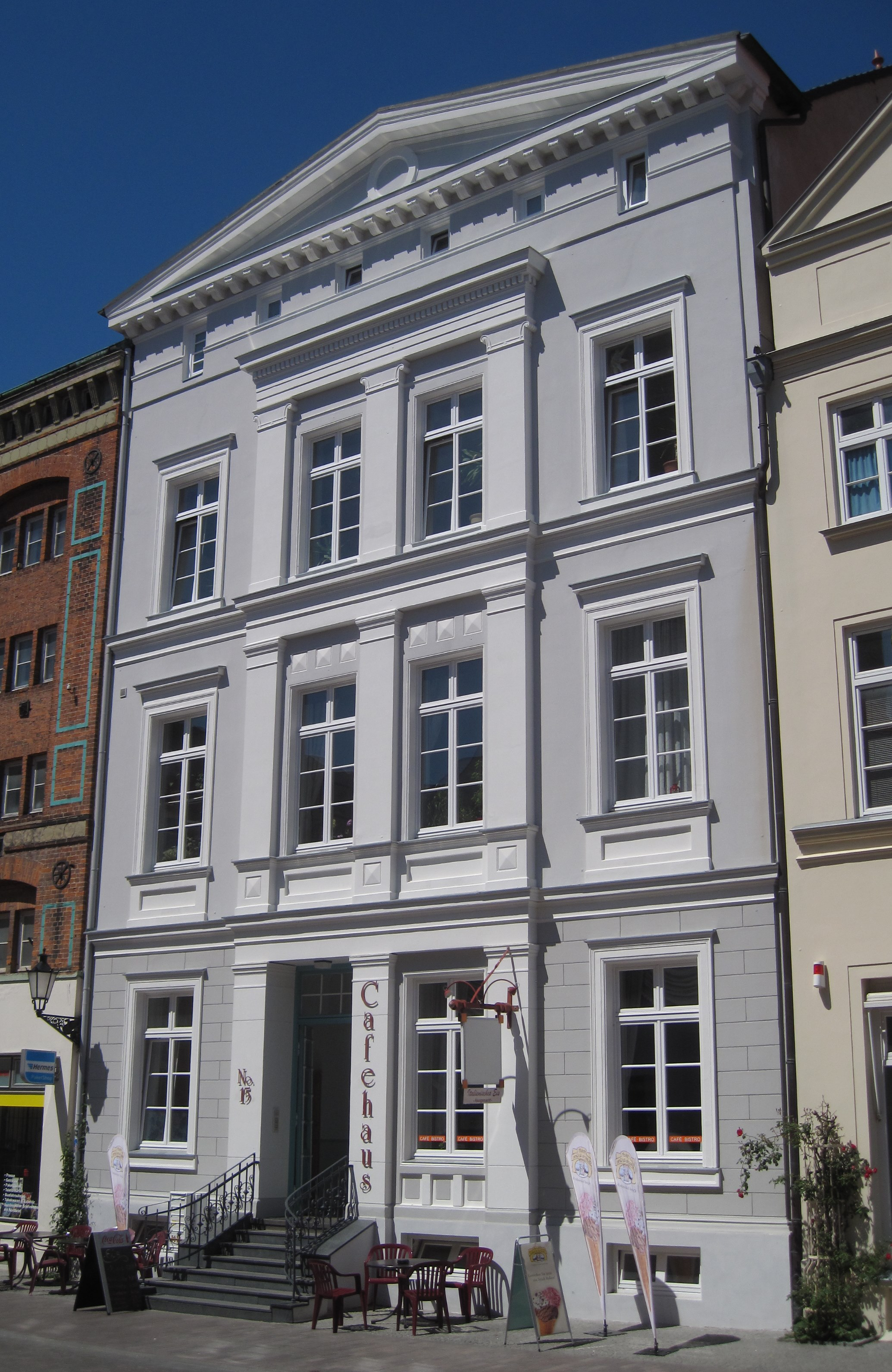
Nr. 15
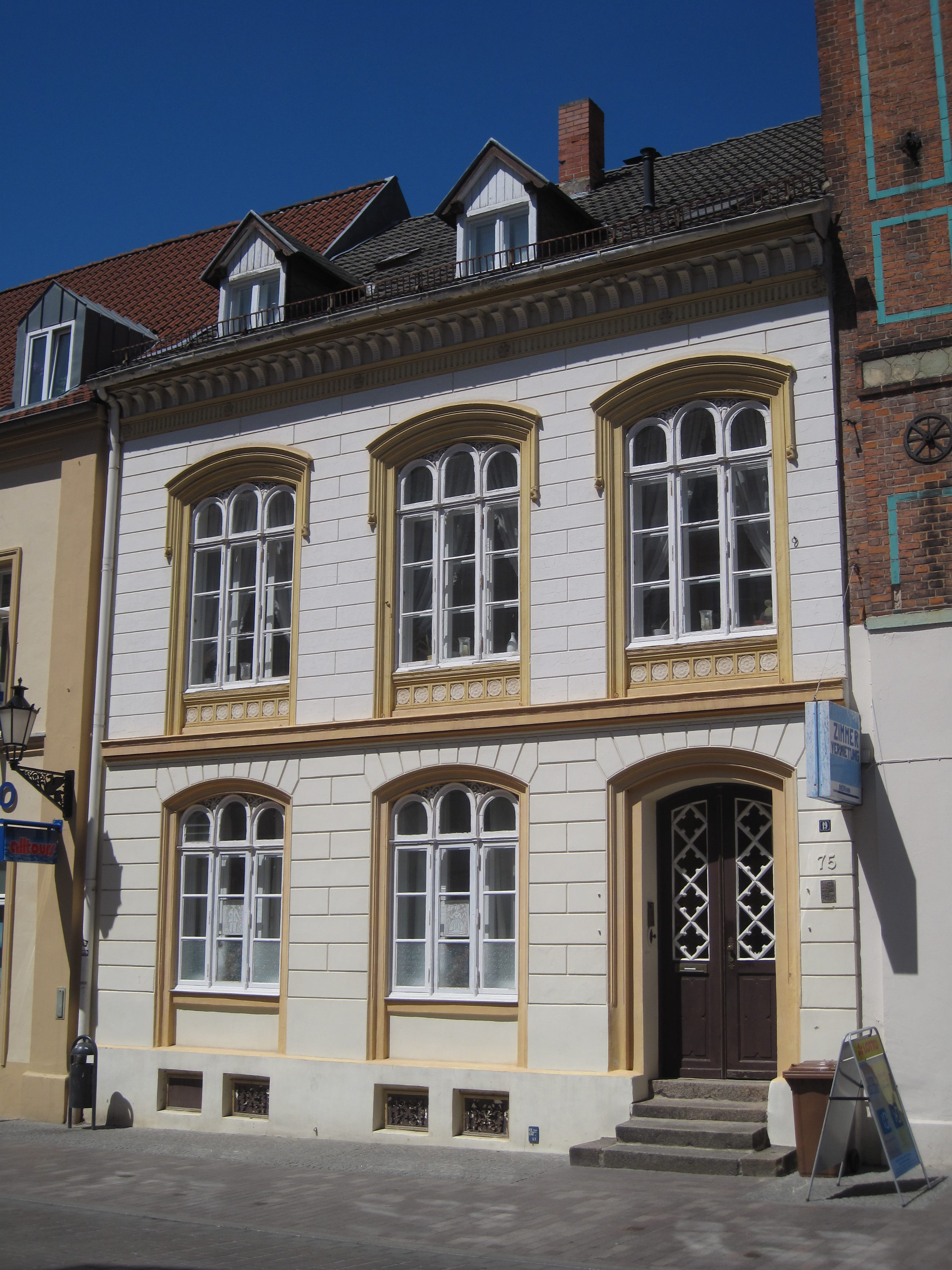
Nr. 19
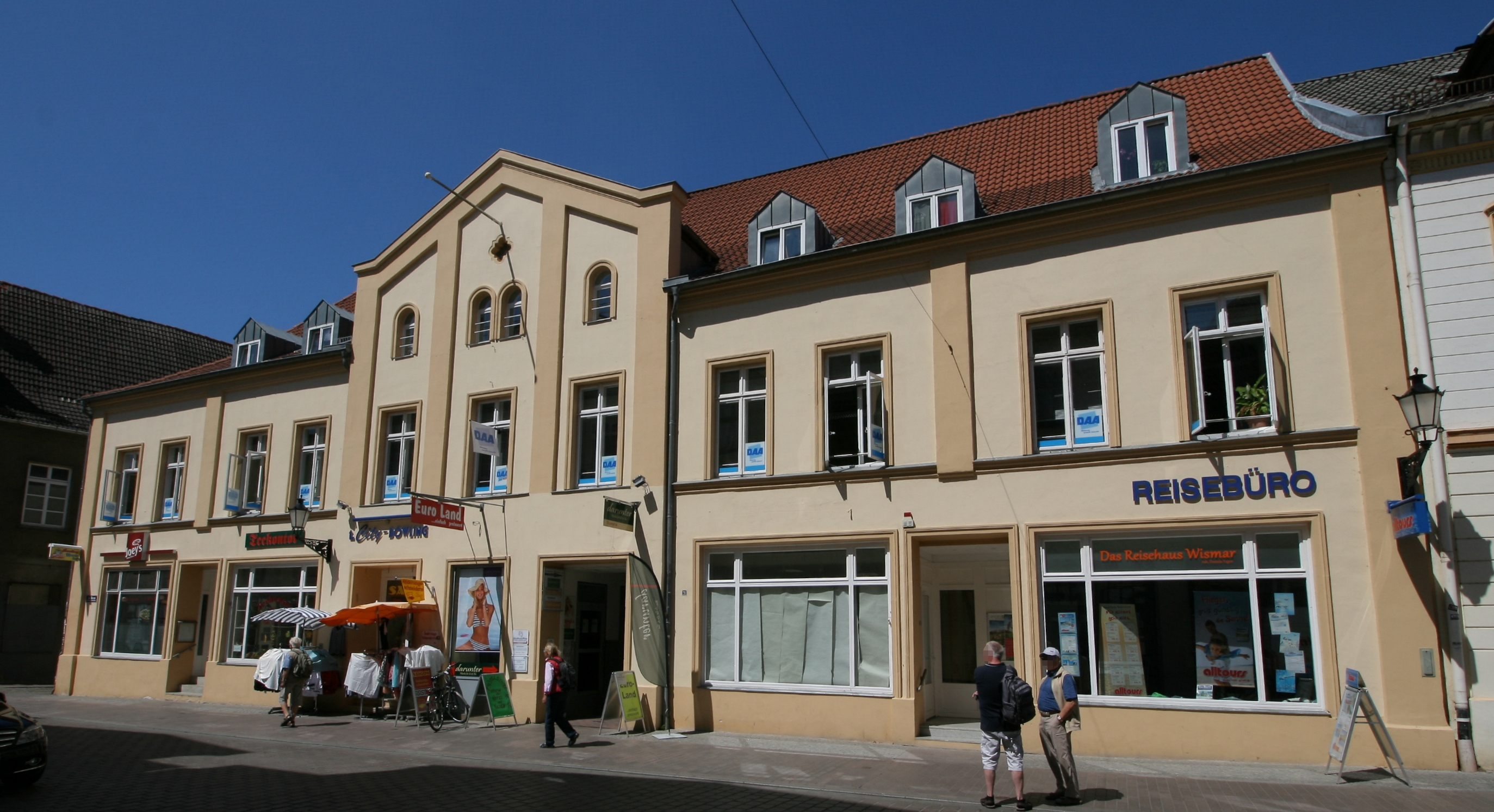
Nr. 21
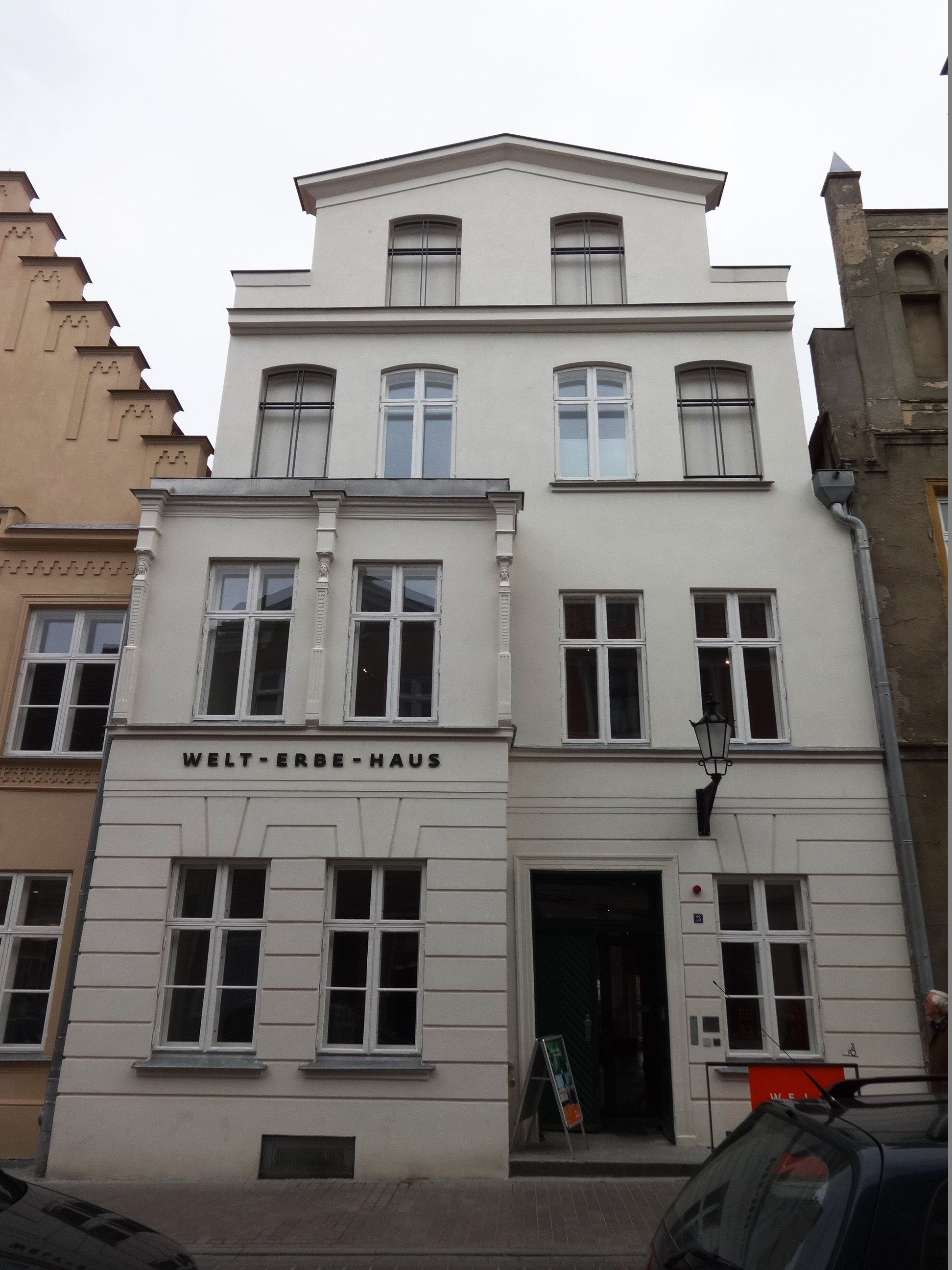
Nr. 23
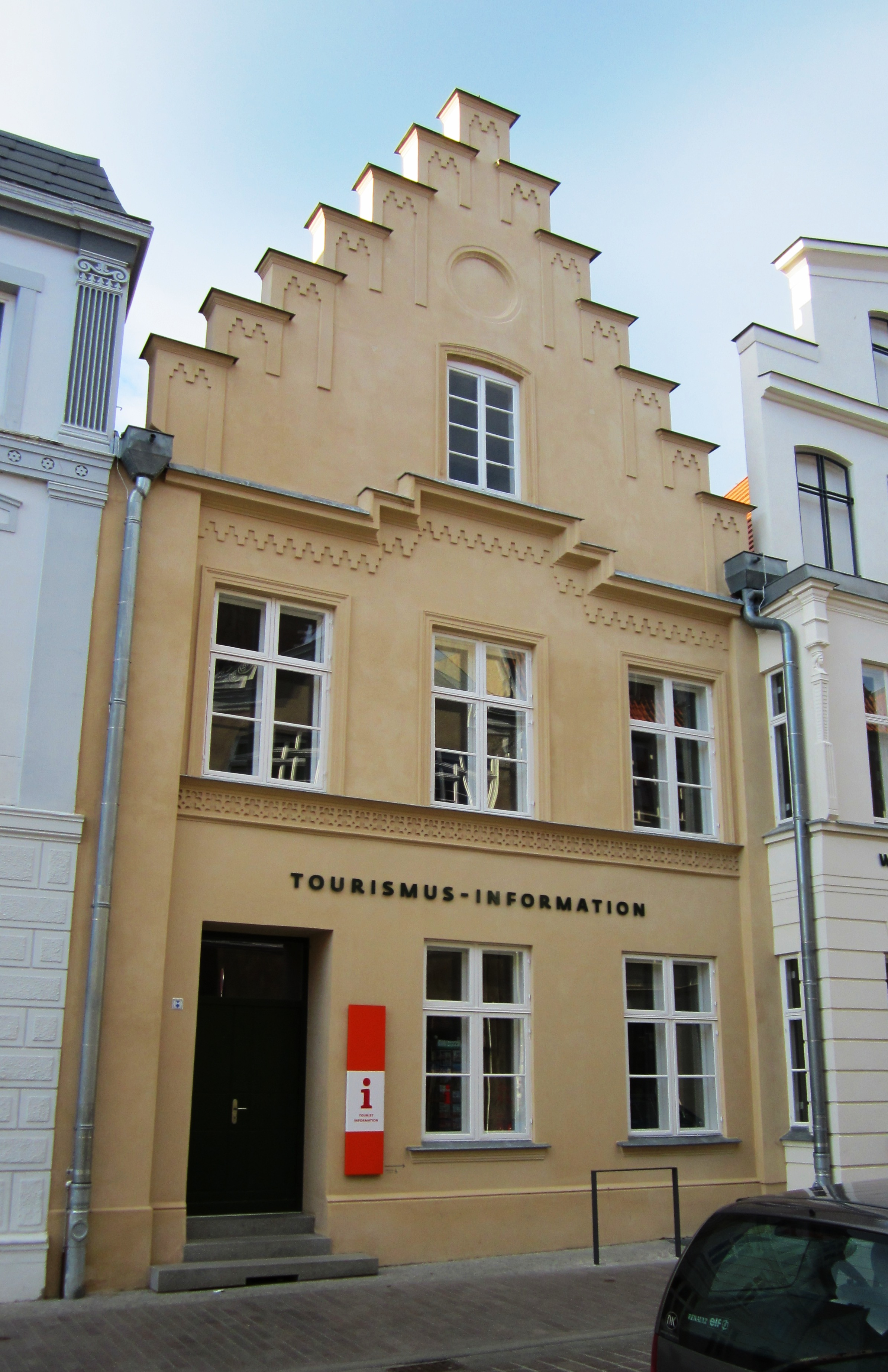
Nr. 23a
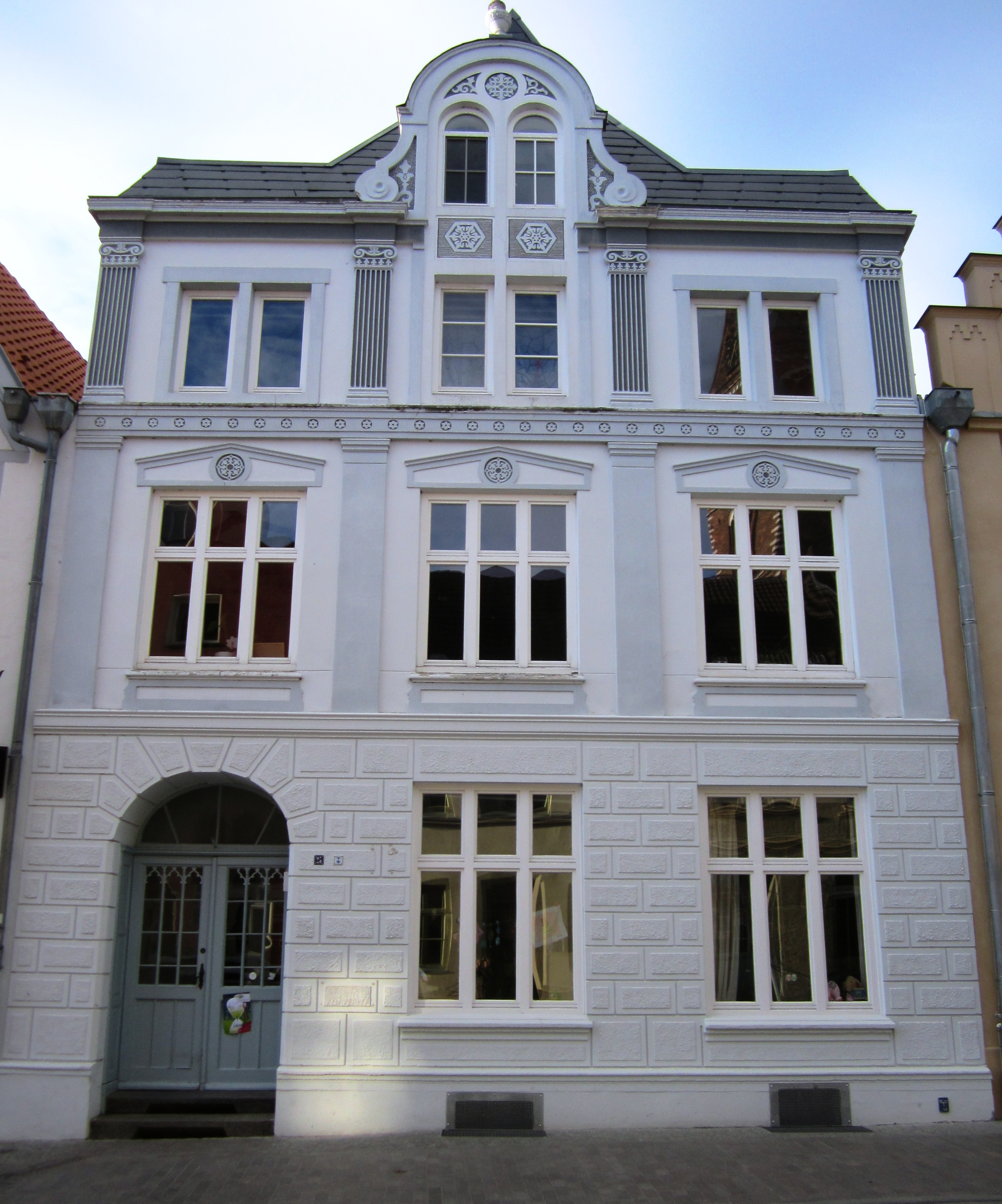
Nr. 25
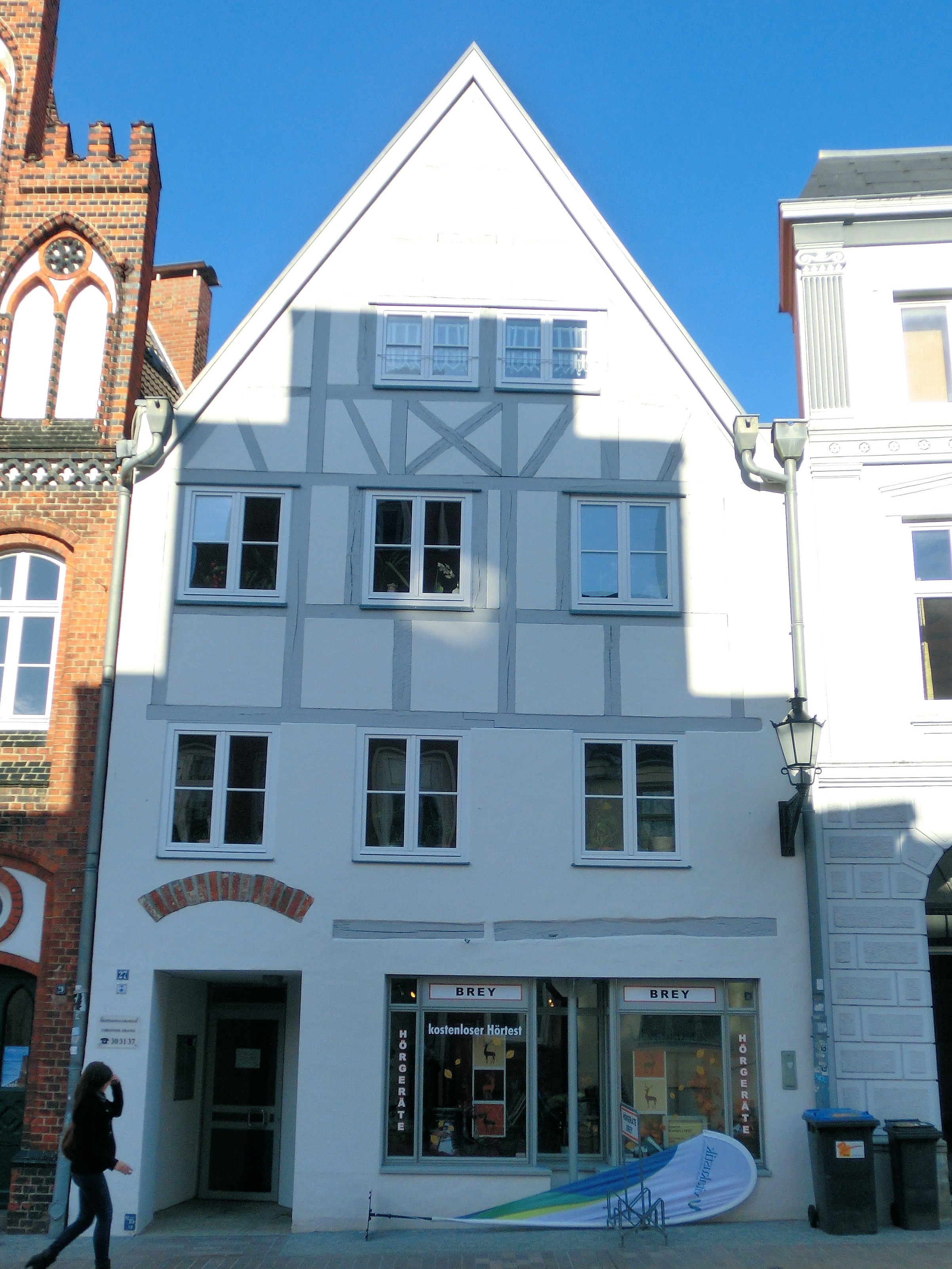
Nr. 27
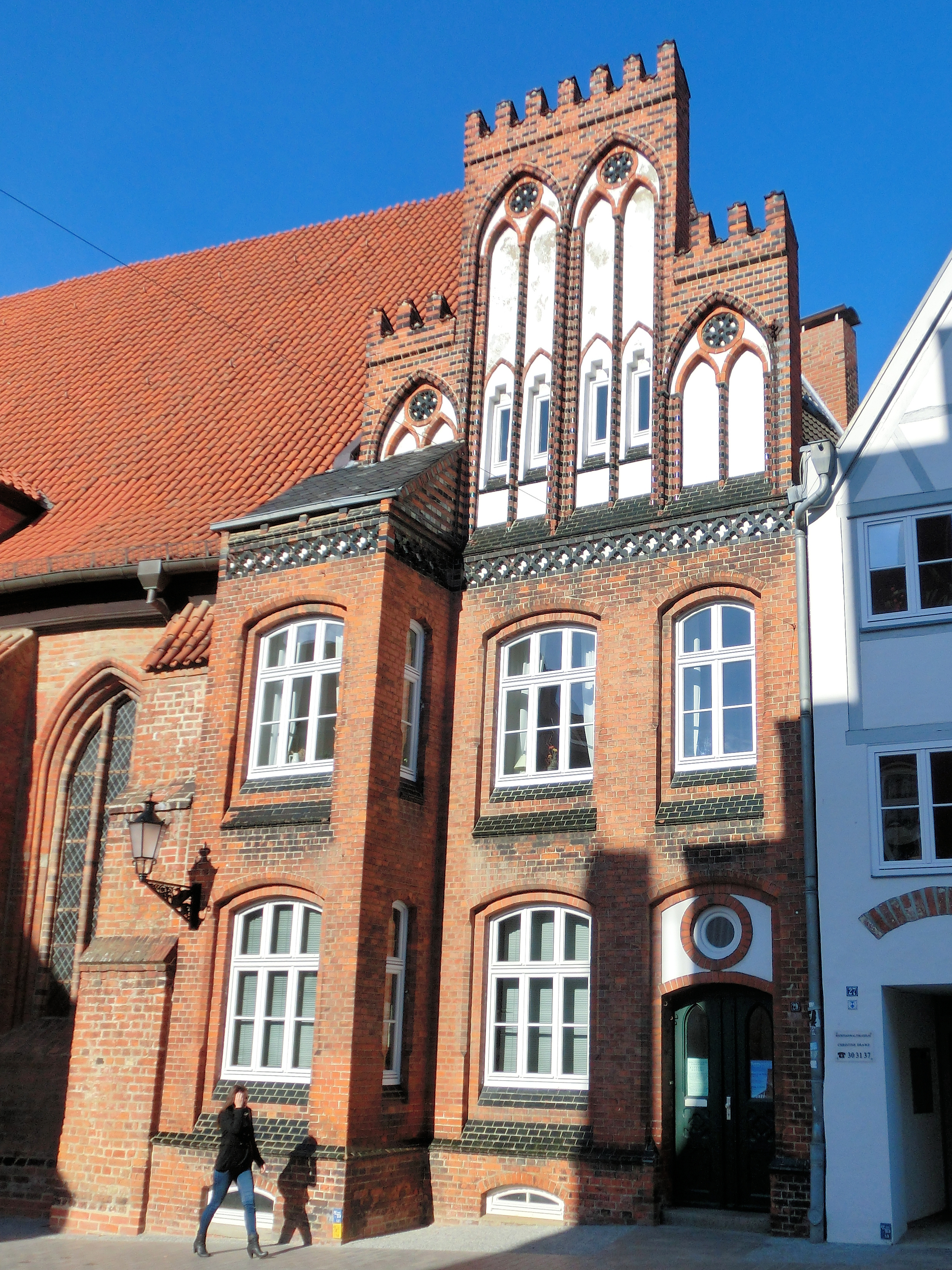
Nr. 29
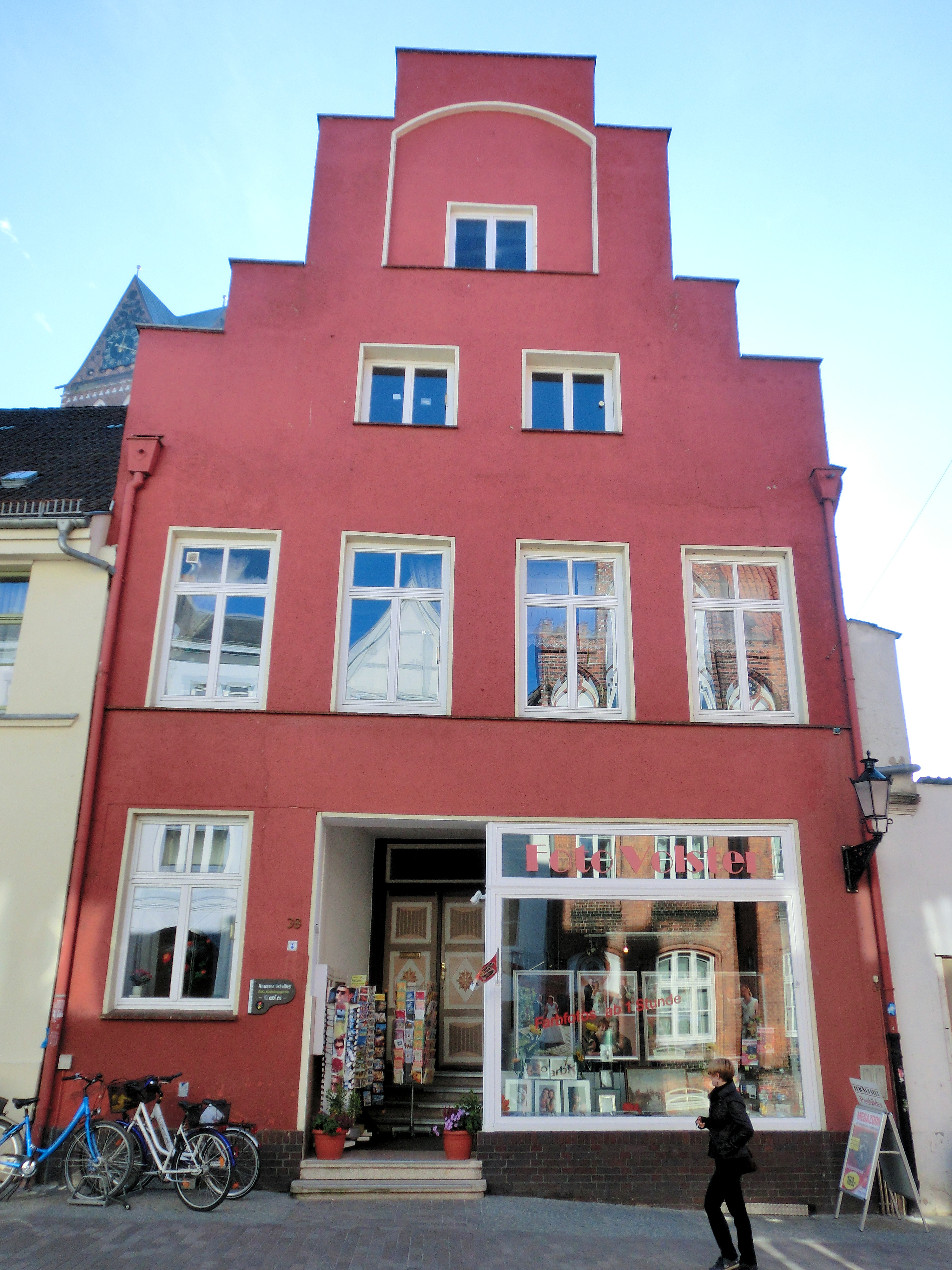
Nr. 38
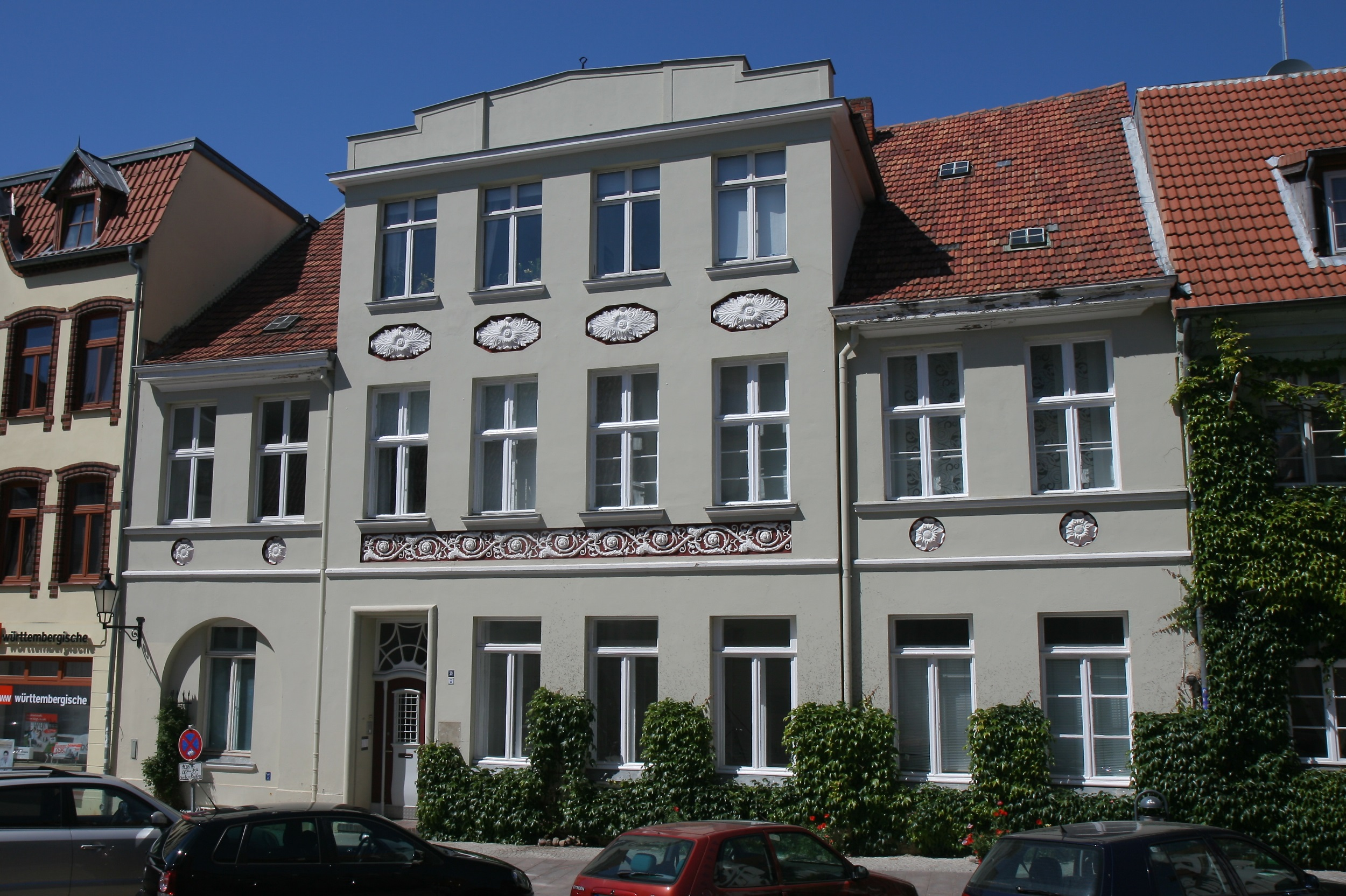
Nr. 39
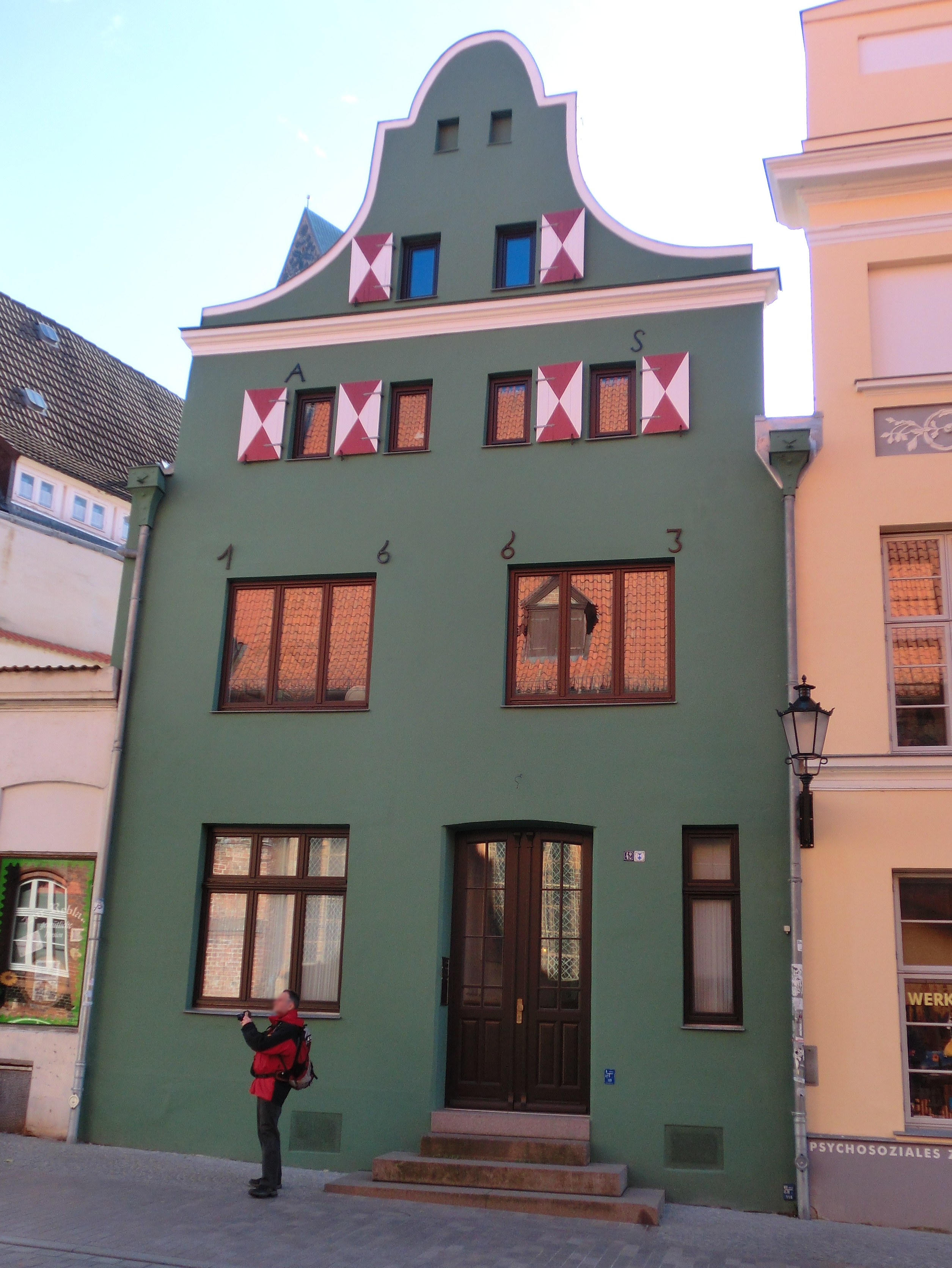
Nr. 42
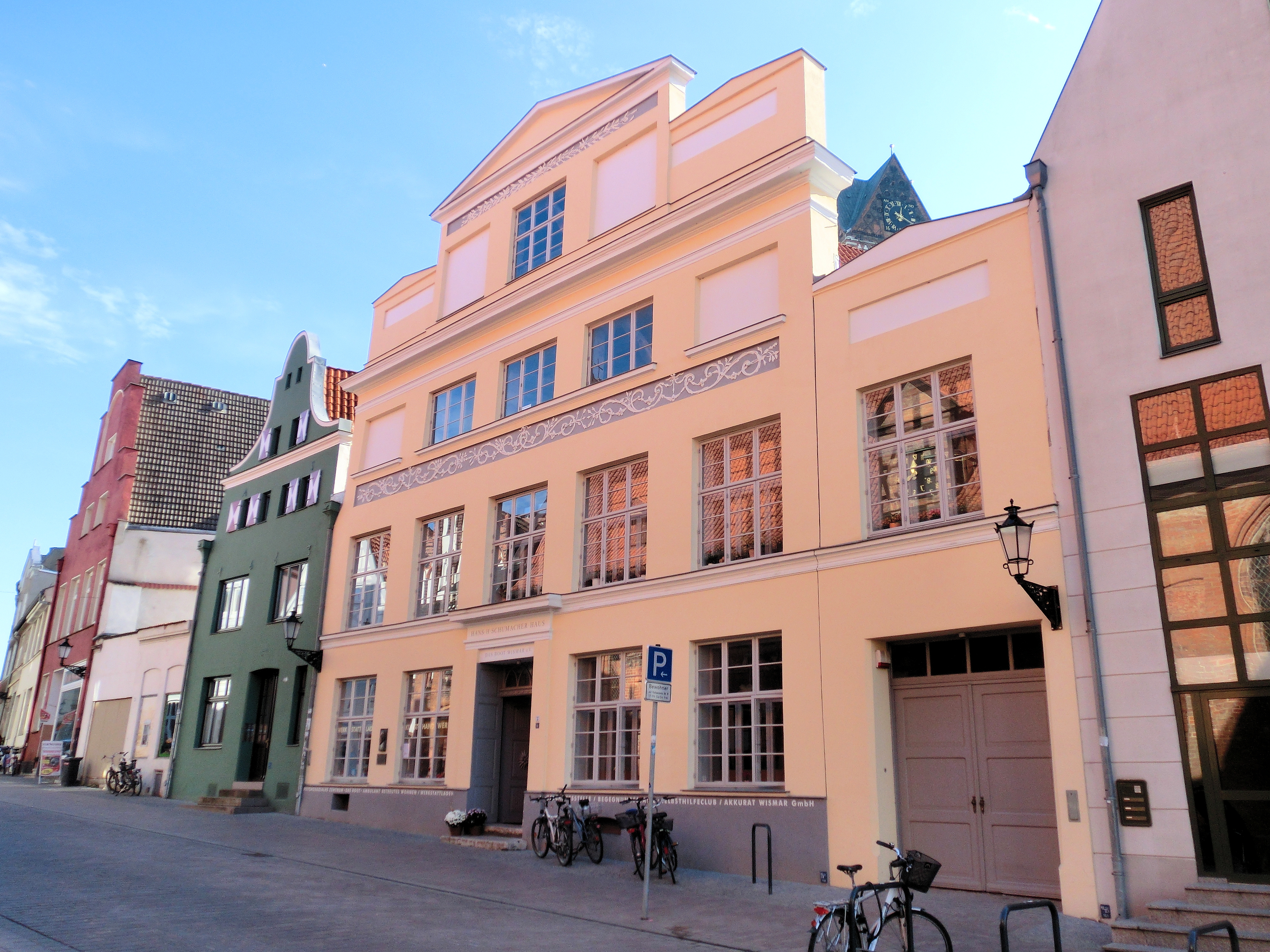
Nr. 44
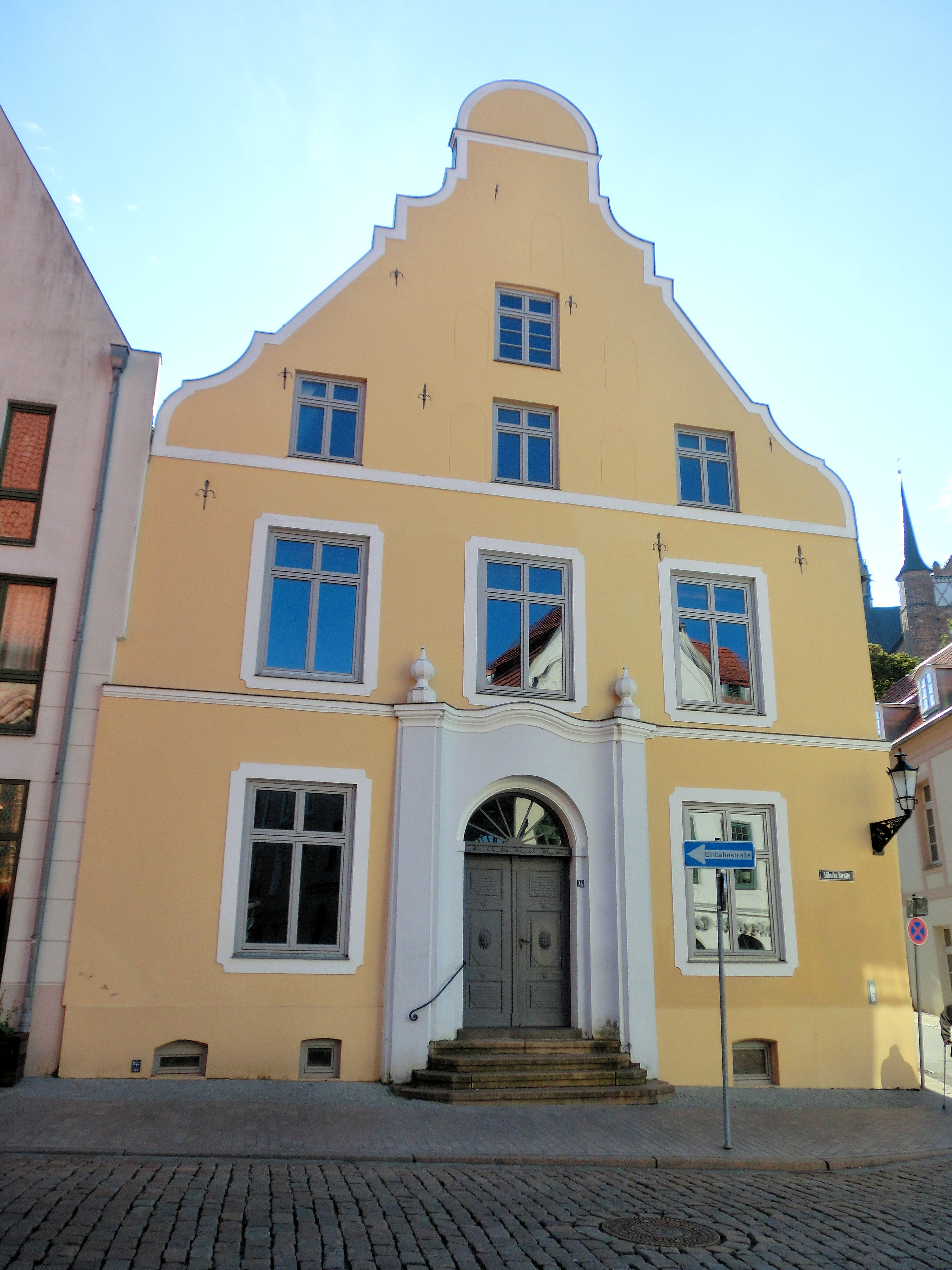
Nr. 48
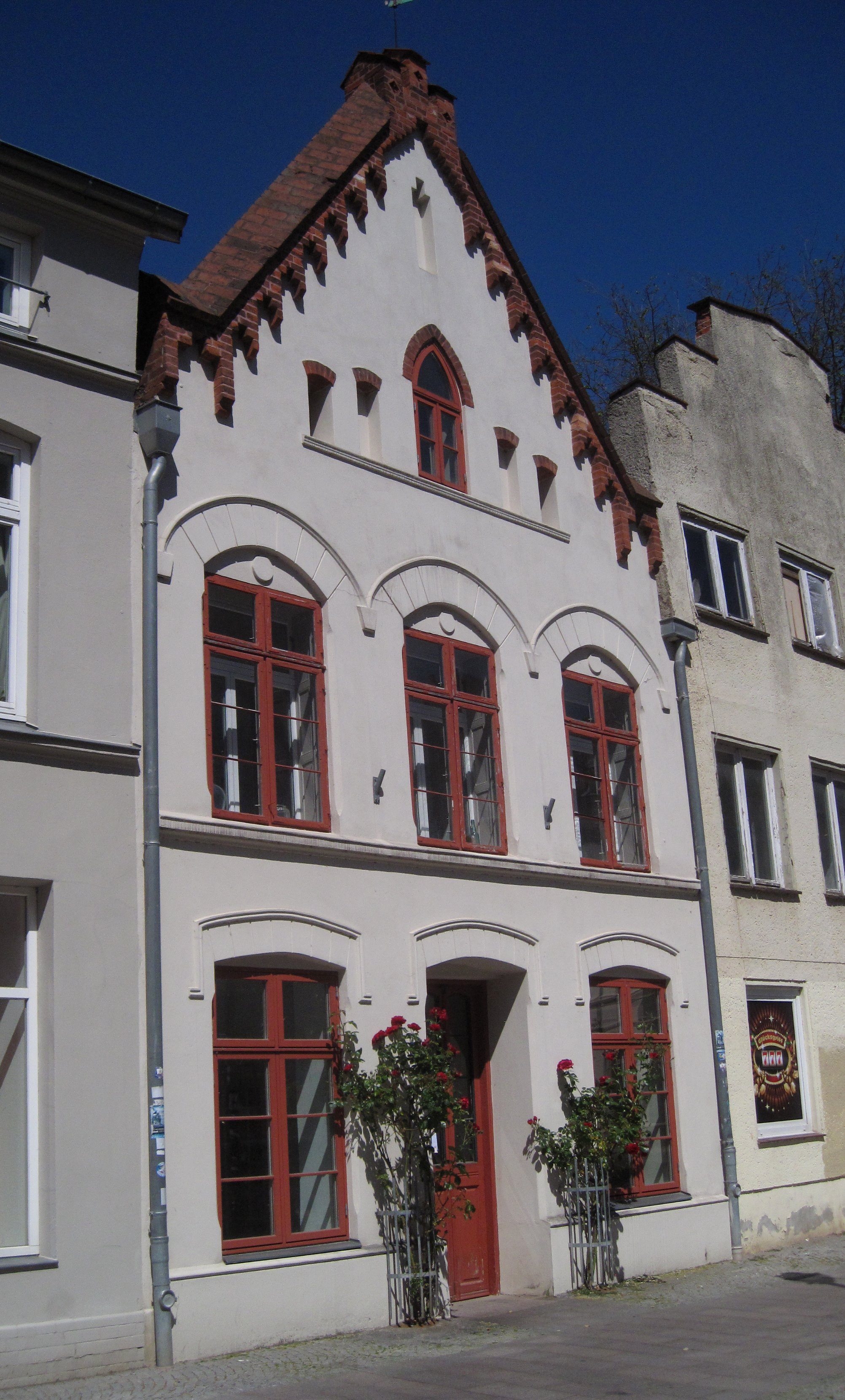
Nr. 57

### Nr. 58 bis Nr. 187
- Nr. 58: 3-gesch. Wohn- und Geschäftshaus (D) mit 1992/93 rekonstruierten barockisierenden Giebel
- Nr. 60: 2-gesch. Wohnhaus von 1601 (D) als barockes goldgelbes Giebelhaus, saniert 1992/93
- Nr. 62: 4-gesch. verklinkertes Wohn- und Geschäftshaus mit Treppengiebel
- Nr. 66: 2-gesch. Wohnhaus von 1703 (D) als barockes Giebelhaus mit Kemlade und der Inschrift ABT MEP; das Vorgängerhaus wurde 1699 durch eine Pulverturmexplosion zerstört, 1860 Umbau mit neuen Geschossdecken und Kellerverfüllung; Sanierung bis um 2015; siehe Lübsche Straße 66 (Wismar)
- Nr. 67: 2-gesch. neoklassizistisches Wohnhaus (D) als Giebelhaus mit oberen Pilastern
- Nr. 69: 3-gesch. Wohnhaus mit Kemladen (D) und Mezzaningeschoss
- Nr. 71: 4-gesch. ehem. Speicher (D) als  Wohn- und Geschäftshaus mit breitem Giebel
- Nr. 72: 3-gesch. barockes Doppelwohnhaus von 1667 (D) als Giebelhäuser, im frühen 19. Jh. klassizistisch überformt, mit Diele, Kontor und Galerie, Seitenwand mit Fachwerk im OG, seitliche 2-gesch. Kemlade mit bemalter Holzdecke im EG, innen erhaltene Stuckdecken sowie Wand- und Deckenmalerei, saniert 1999/01 bei unausgebautem DG.[14]
- Nr. 73: 3-gesch. Doppelwohnhaus (D) mit barocken Giebeln
- Nr. 74: 3-gesch. Wohnhaus von 1674 (D) als barockes hellviolettes Giebelhaus mit Inschrift HMB AM; heute Geschäftsstelle Sozialverband Deutschland – Kreisverband Wismar
- Nr. 75: 2-gesch. Wohnhaus (D)
- Nr. 76: 3-gesch. Wohnhaus (D) mit markantem mittelroten, hohen Giebel
- Nr. 77: 3-gesch. neoklassizischtes Wohnhaus (D) mit 2-gesch. Anbau
- Nr. 78: 4-gesch. Wohnhaus (D) als barockisierendes Giebelhaus
- Nr. 80: 3-gesch. Wohnhaus (D) als barockes ockergelbes Giebelhaus mit Erker; heute mit Planungsatelier und Kanzlei
- Nr. 81: 2-gesch. verklinkerter ehem. Speicher (D) als Geschäftshaus
- Nr. 83: 2-gesch. Wohn- und Geschäftshaus von um 1700 (D) mit Fledermausgauben; früher Bäckerei Brandt, saniert 2003/04, heute mit Café und Konditorei[15]
- Nr. 85: 2-gesch. Wohn- und Geschäftshaus (D) mit geschweiftem Giebel und klassizistischen Abschluss, saniert 1994, barocke Kemlade später saniert[16]
- Nr. 87: 2-gesch. Villa (D)
- Nr. 88: 2-gesch. 9-achsiges Wohn- und Geschäftshaus (D) mit 3-gesch. Mittelrisalit
- Nr. 90: 2-gesch. Wohnhaus (D)
- Nr. 92: 2-gesch. Wohn- und Geschäftshaus (D)
- Nr. 94+96: Zwei 3-gesch. gründerzeitliche Wohnhäuser mit reichverzierten Dachhäusern
- Nr. 97: 2-gesch. Villa (D)
- Nr. 108: 2-gesch. Wohnhaus (D); heute Kita
- Nr. 113: 2-gesch. Wohnhaus (D)
- Nr. 117: 2-gesch. Wohnhaus (D)
- Nr. 133: 2-gesch. Wohnhaus (D)
- Nr. 146/148: 2-gesch. Burgwall-Einkaufszentrum mit Apotheke
- Nr. 156 bis Zum Festplatz: Grünanlage mit der Köppernitz
- Nr. 161: 1-gesch. Maschinenhalle (D); ehem. St. Jakobshof
- Nr. 161: 1-gesch. Wohnhaus (D) mit ornamentaler Backsteinfassade und Giebelrisalit; heute Entsorgungs- und Verkehrsbetrieb (EVB)
- Nr. 176: 2-gesch. neues phanTechnikum Wismar von 2012 nach Plänen von Joachim Brenncke
- Nr. 178a: Restaurant
- Nr. 179 2-gesch. Villa (D)
- Nr. 187: 2-gesch. Villa (D) mit mittlerem Giebelrisalit, Erker und Walmdach
- Nr. 188: Apotheke
- Mr. 203: Einkaufszentrum
- Zwischen Richard-Wagner-Straße / Rudolf-Breitscheid-Straße bis Woltersdorfer Weg / Erwin-Fischer-Straße: Reihenwohnhäuser

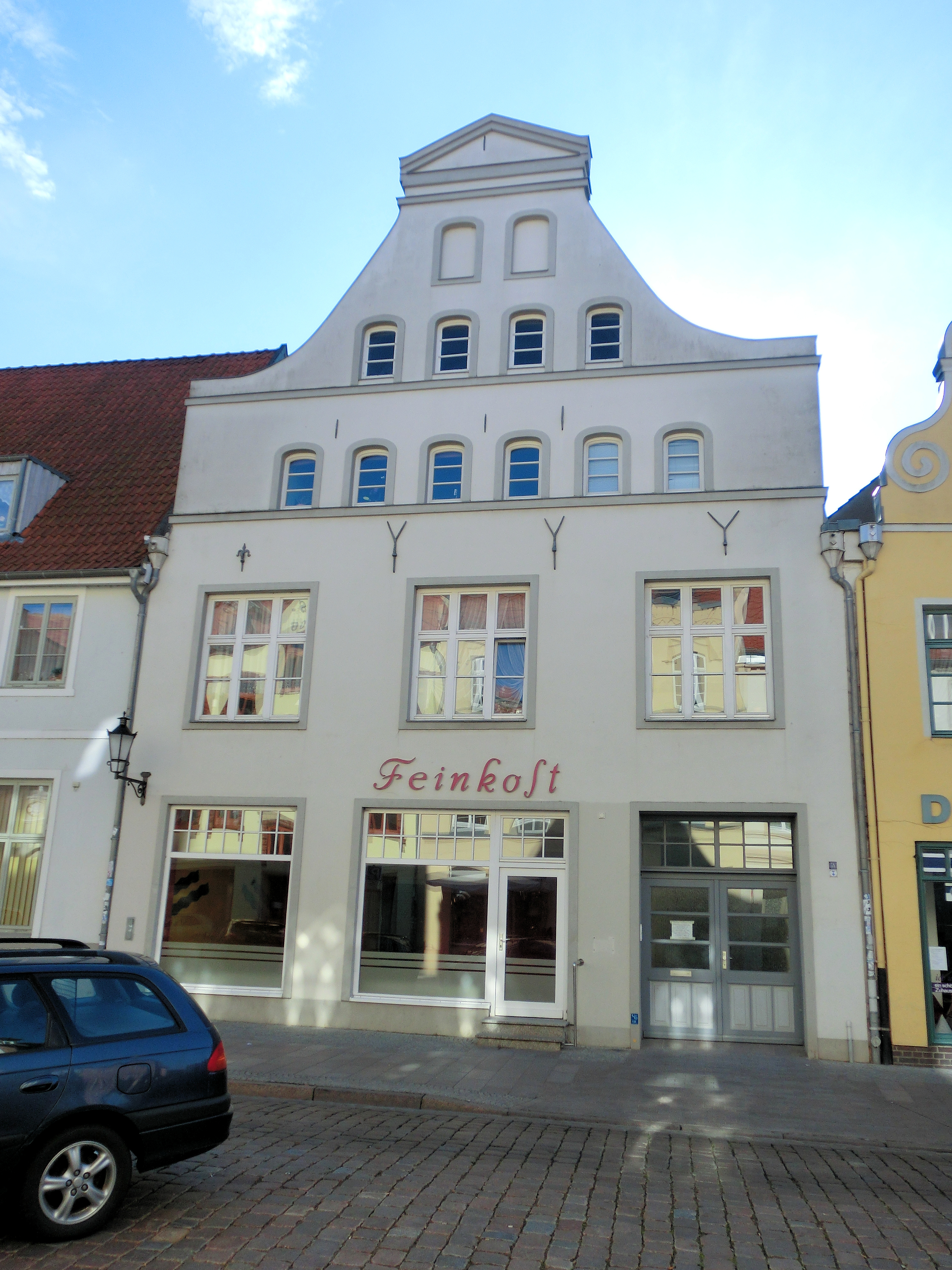
Nr. 58
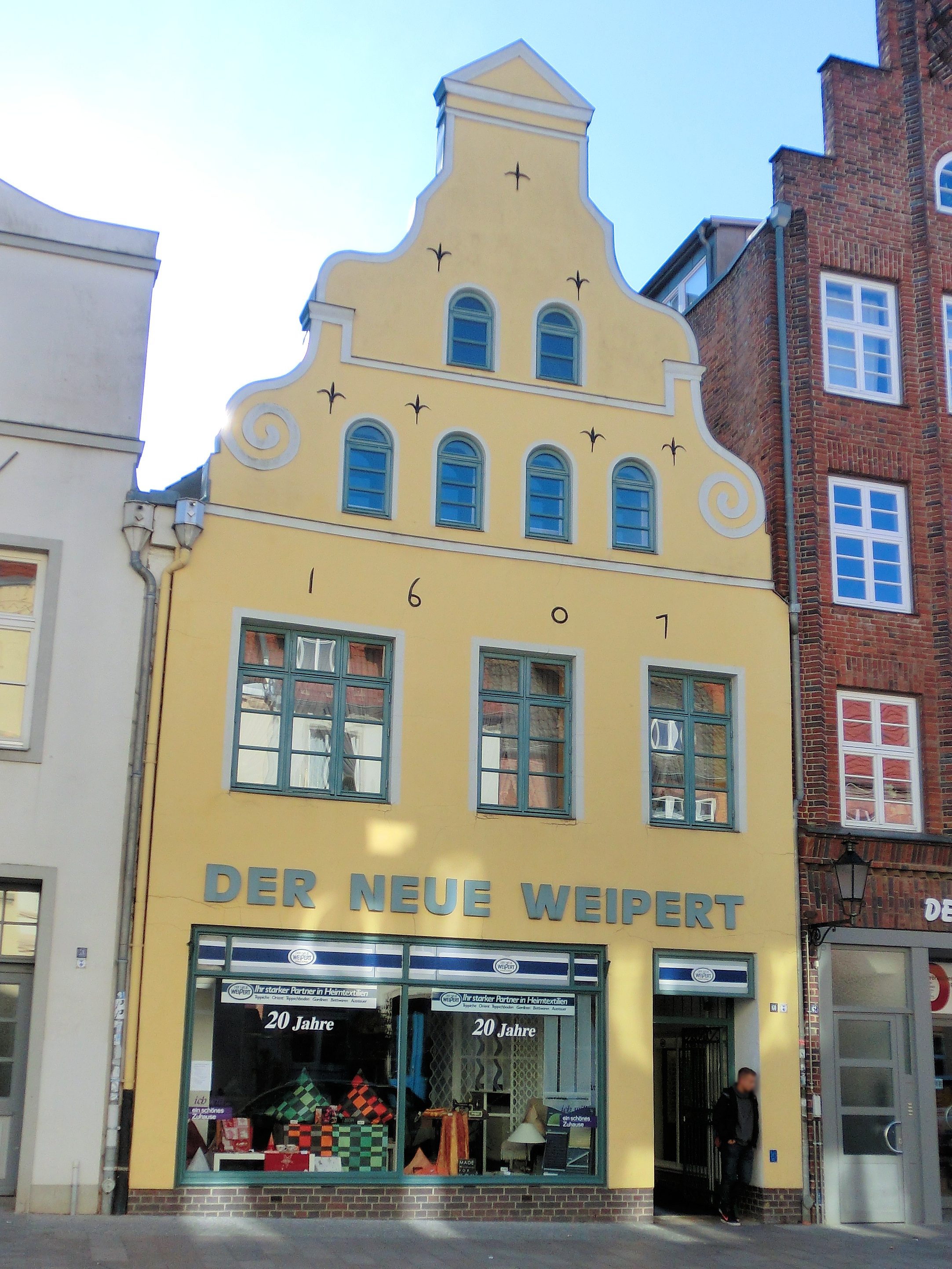
Nr. 60
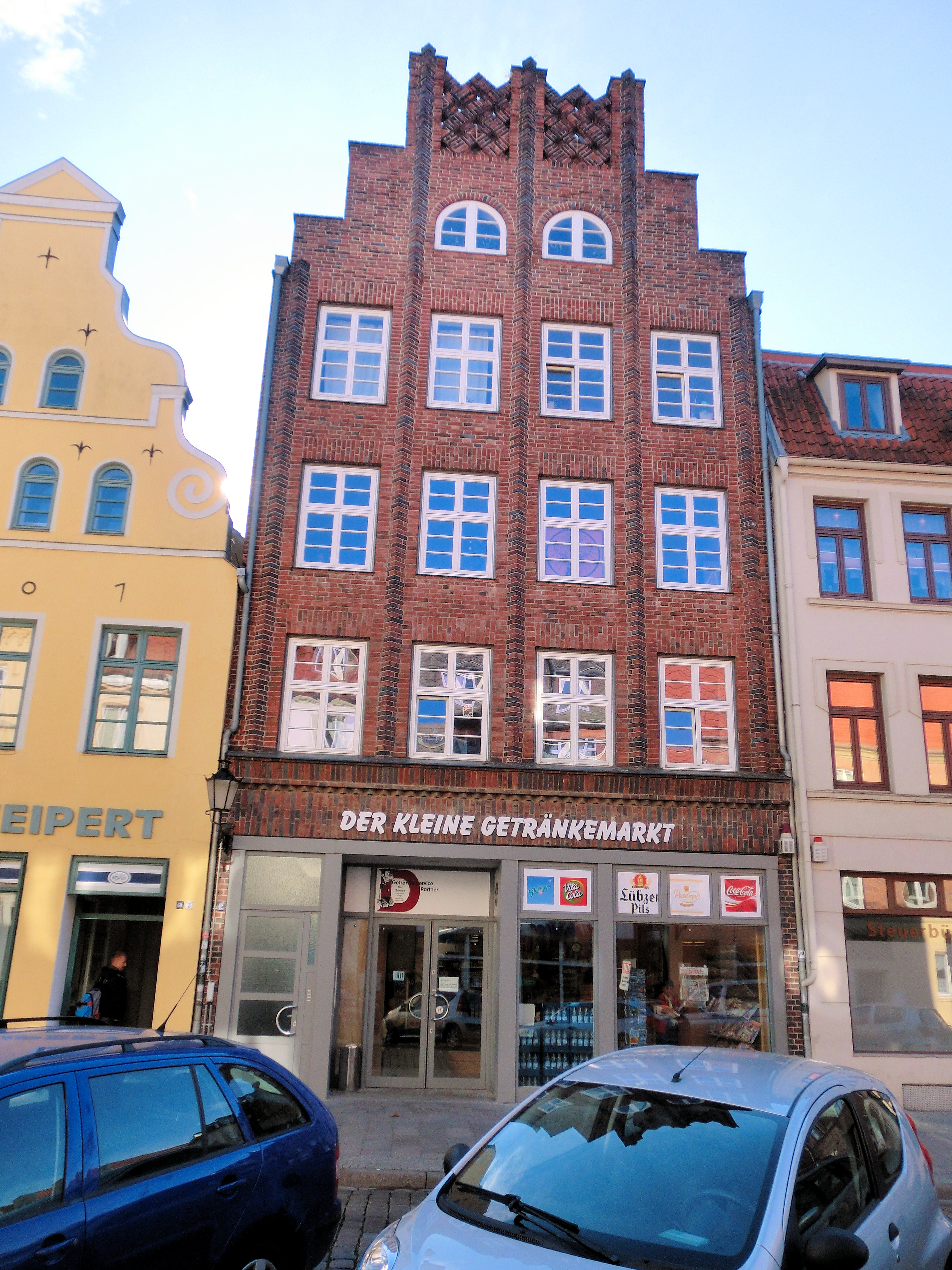
Nr. 62
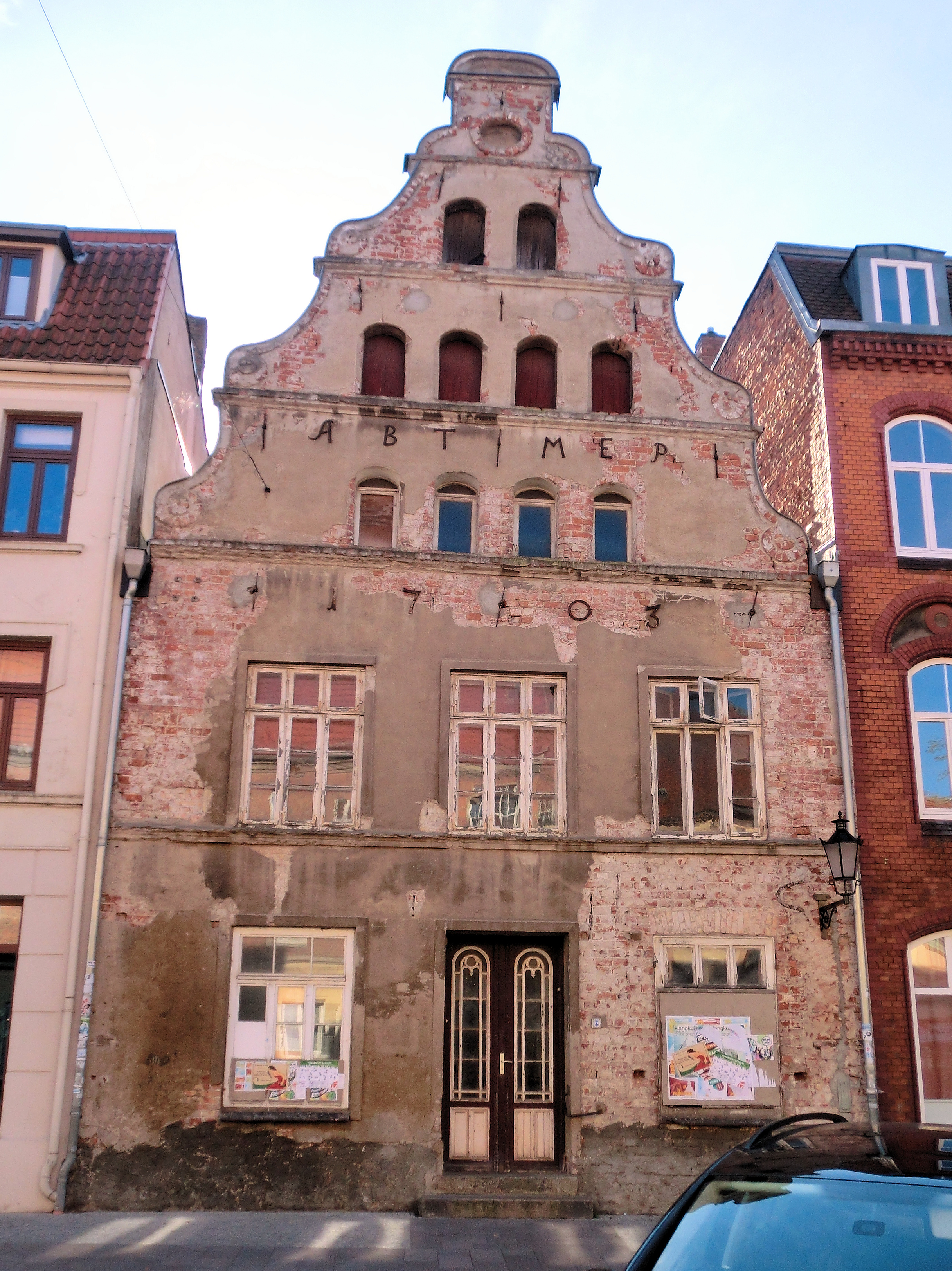
Nr. 66
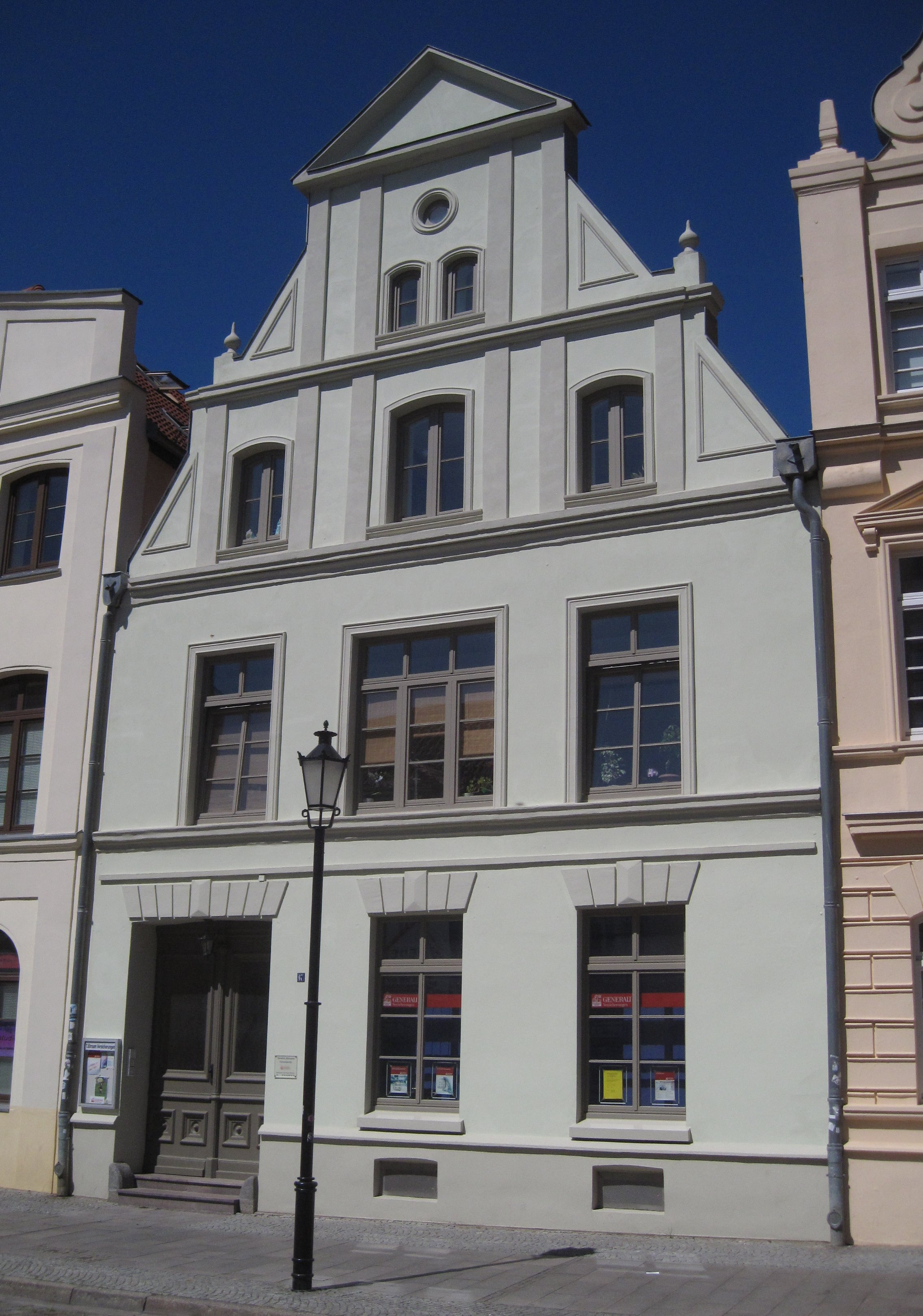
Nr. 67
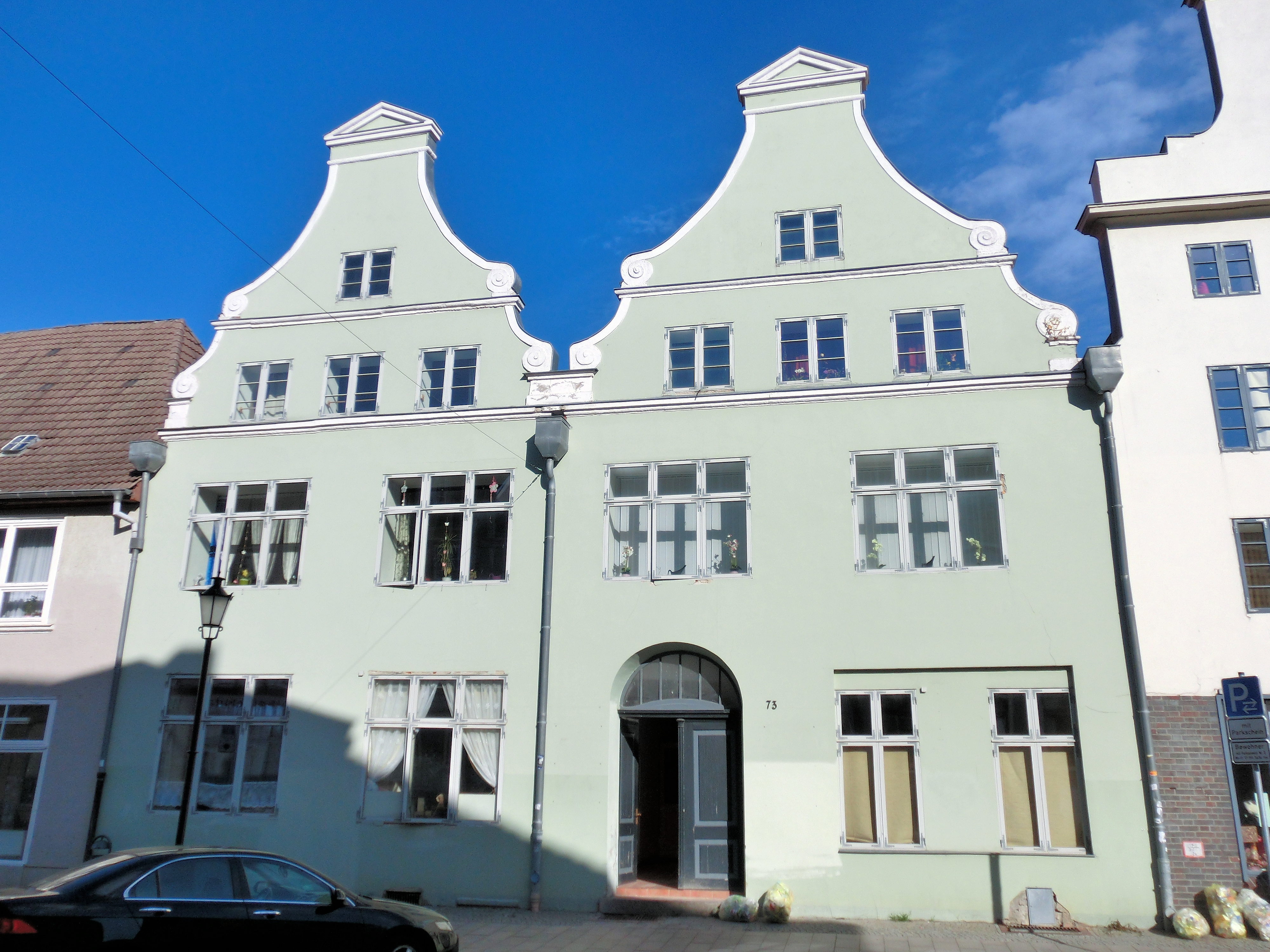
Nr. 73
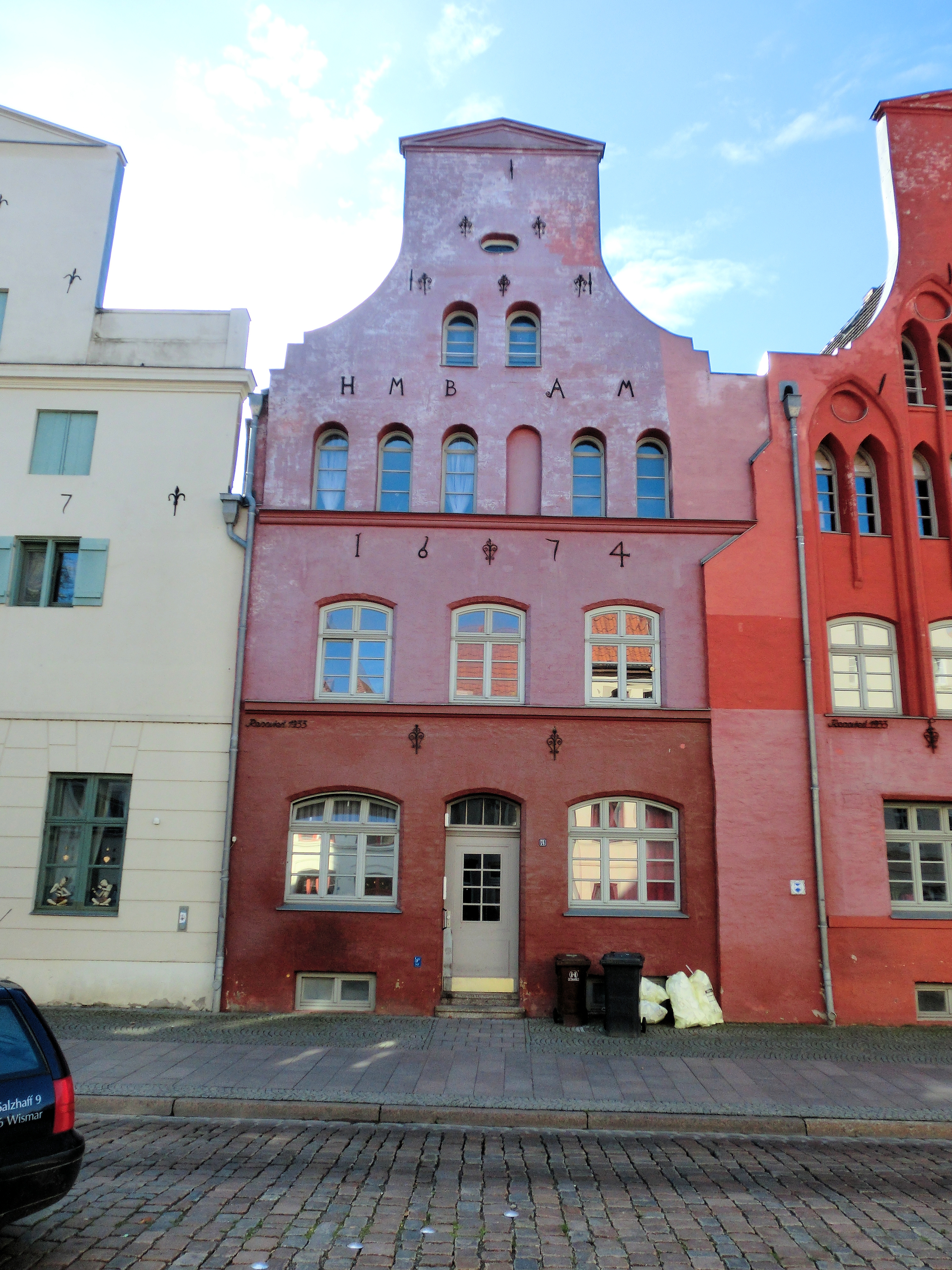
Nr. 74
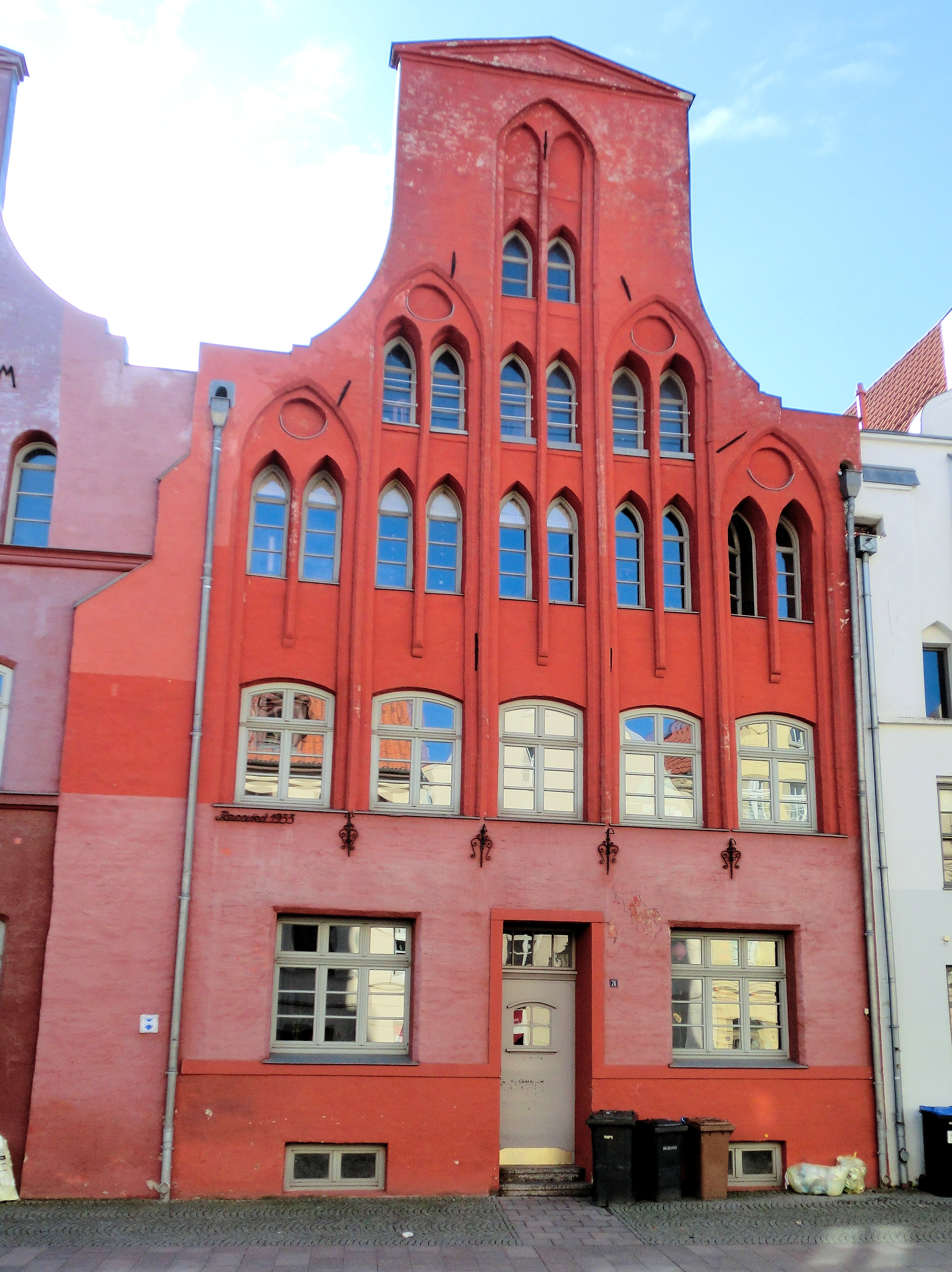
Nr. 76
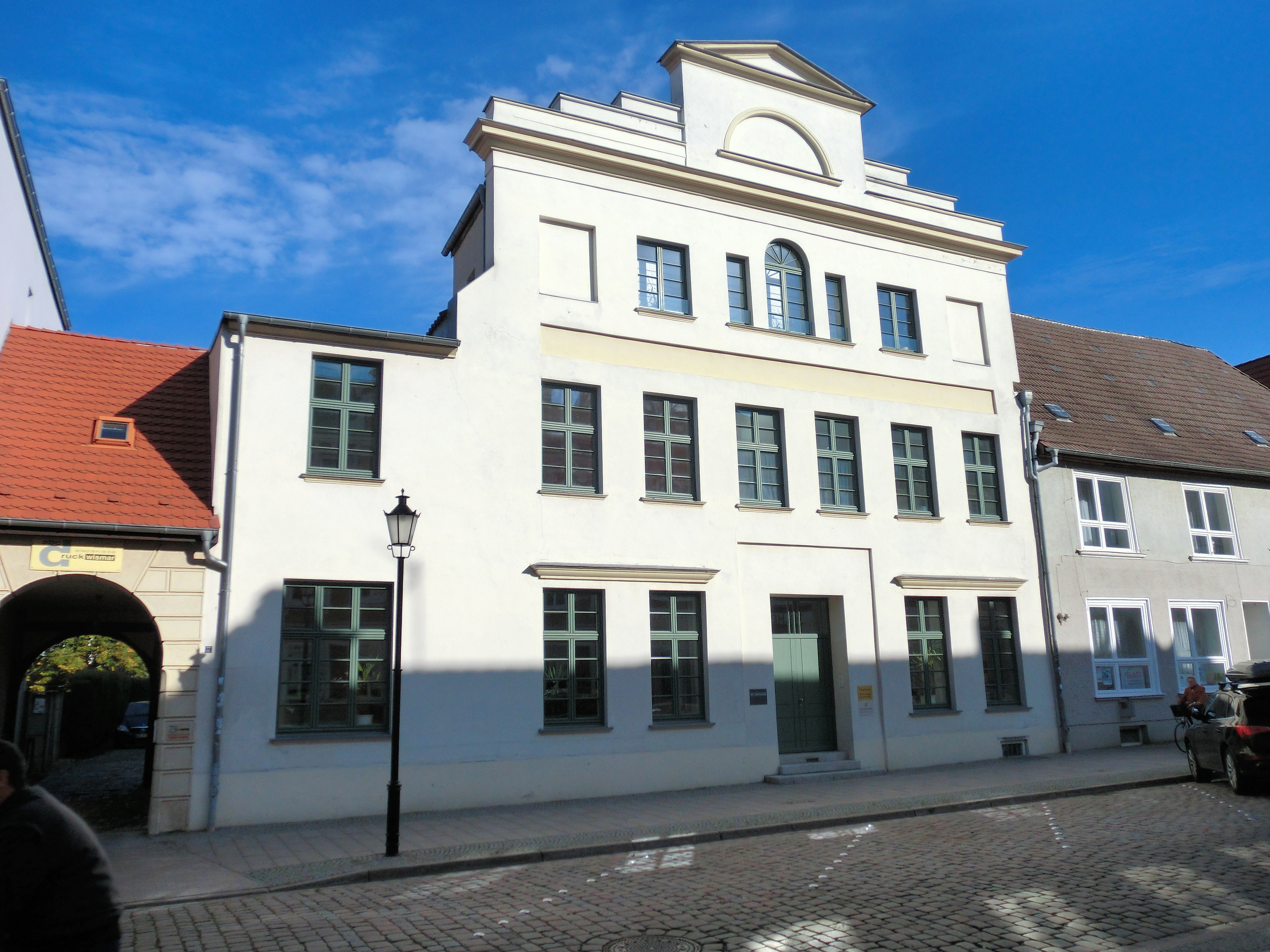
Nr. 77
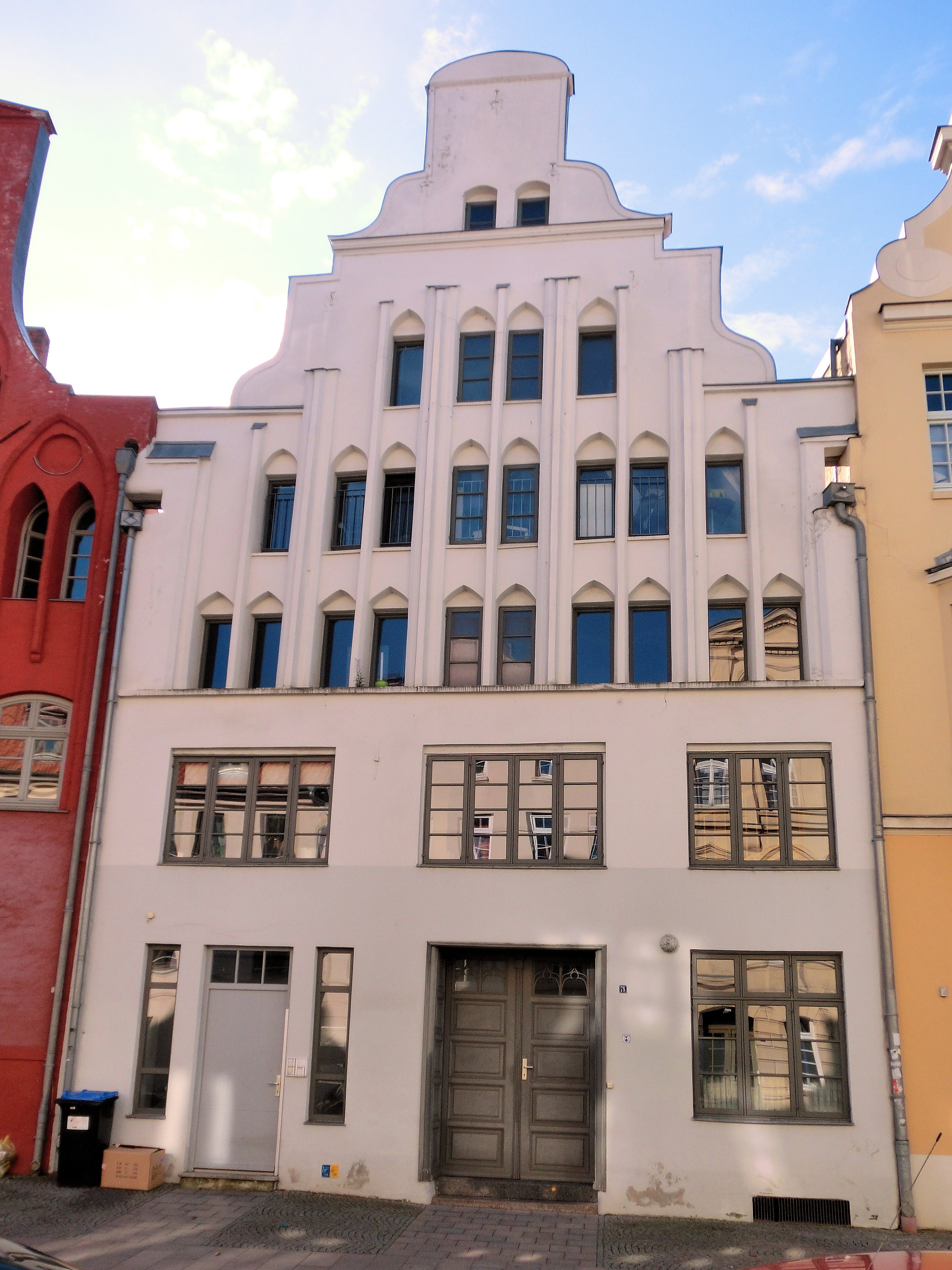
Nr. 78
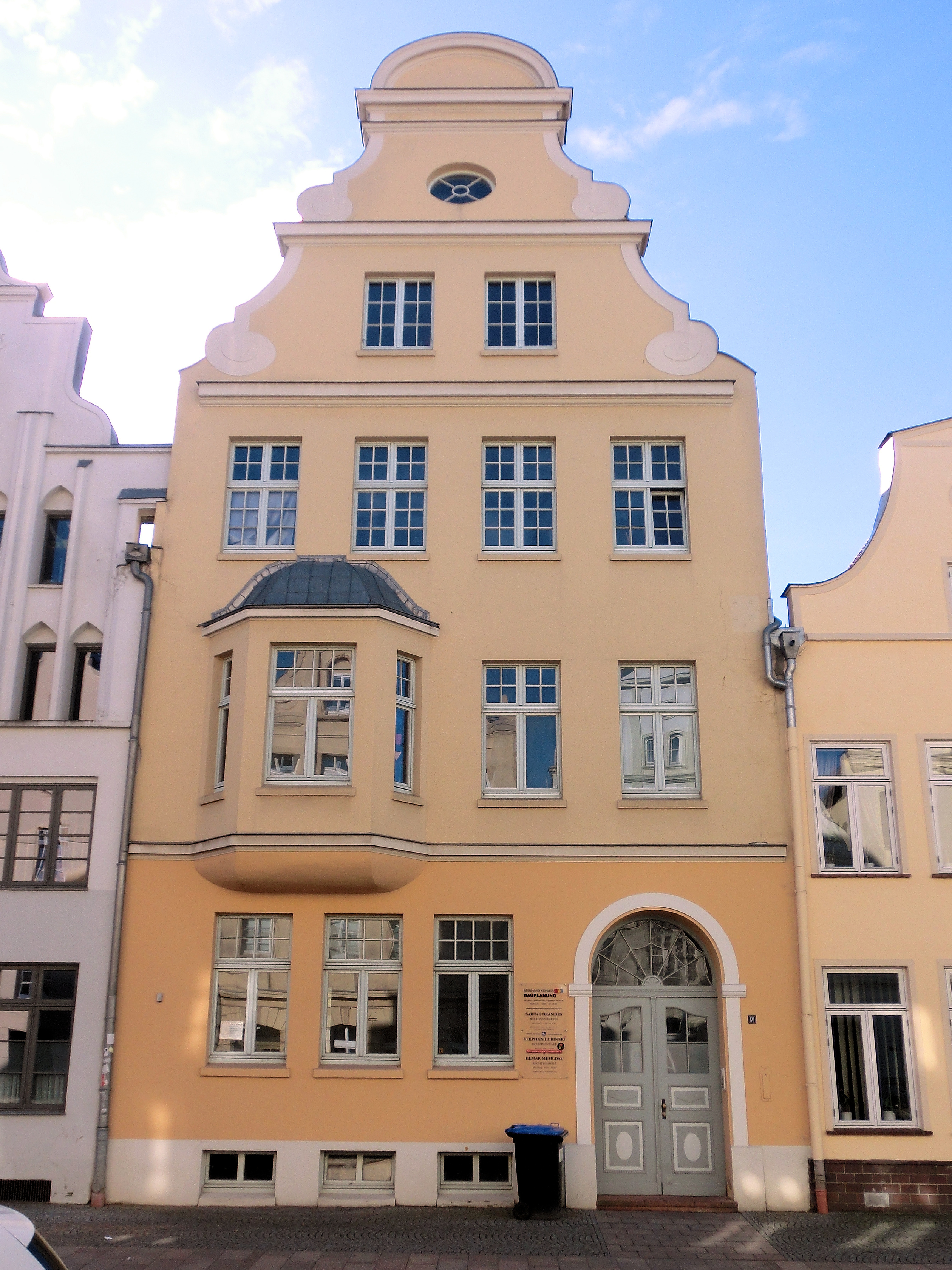
Nr. 80
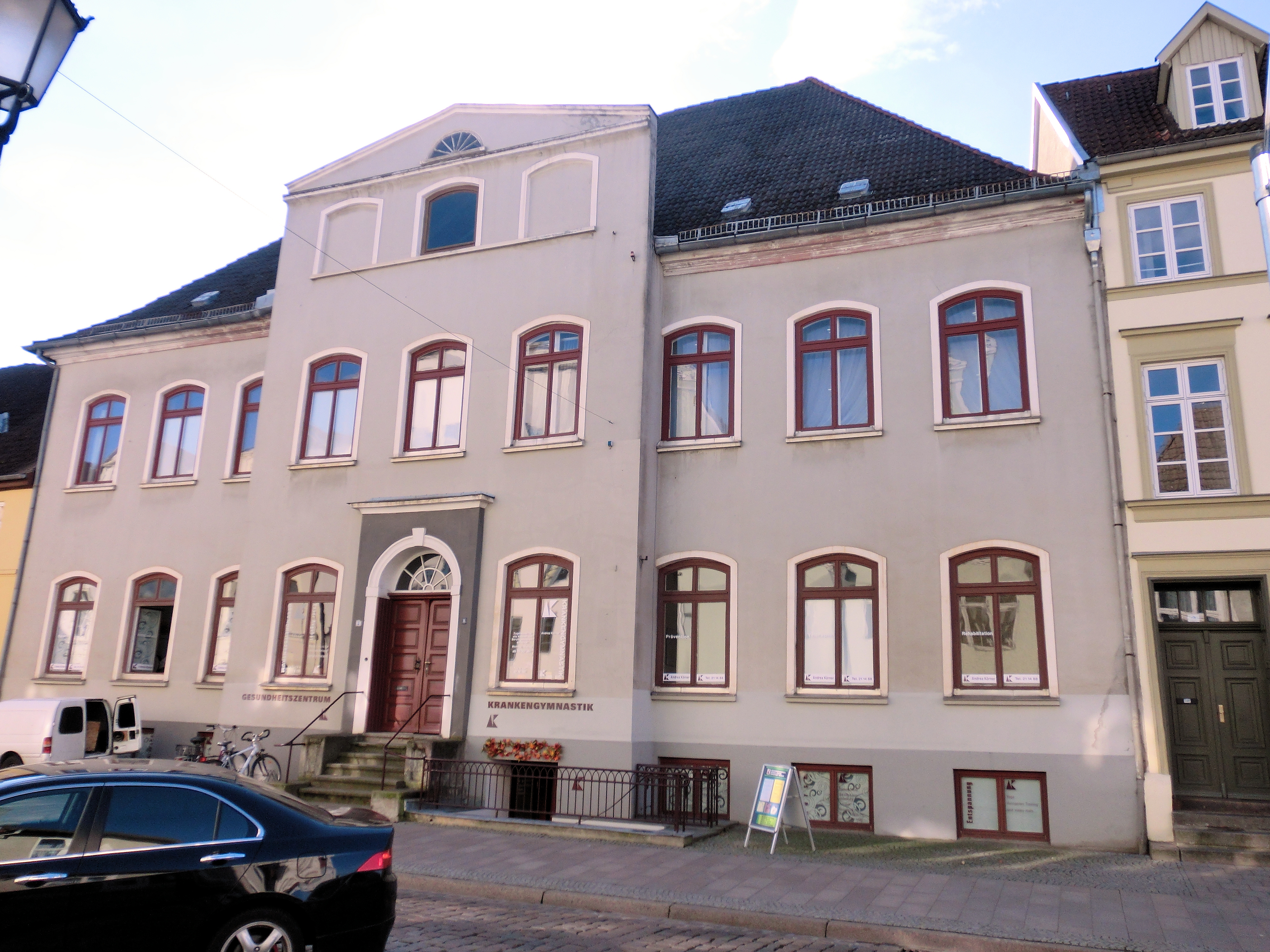
Nr. 88
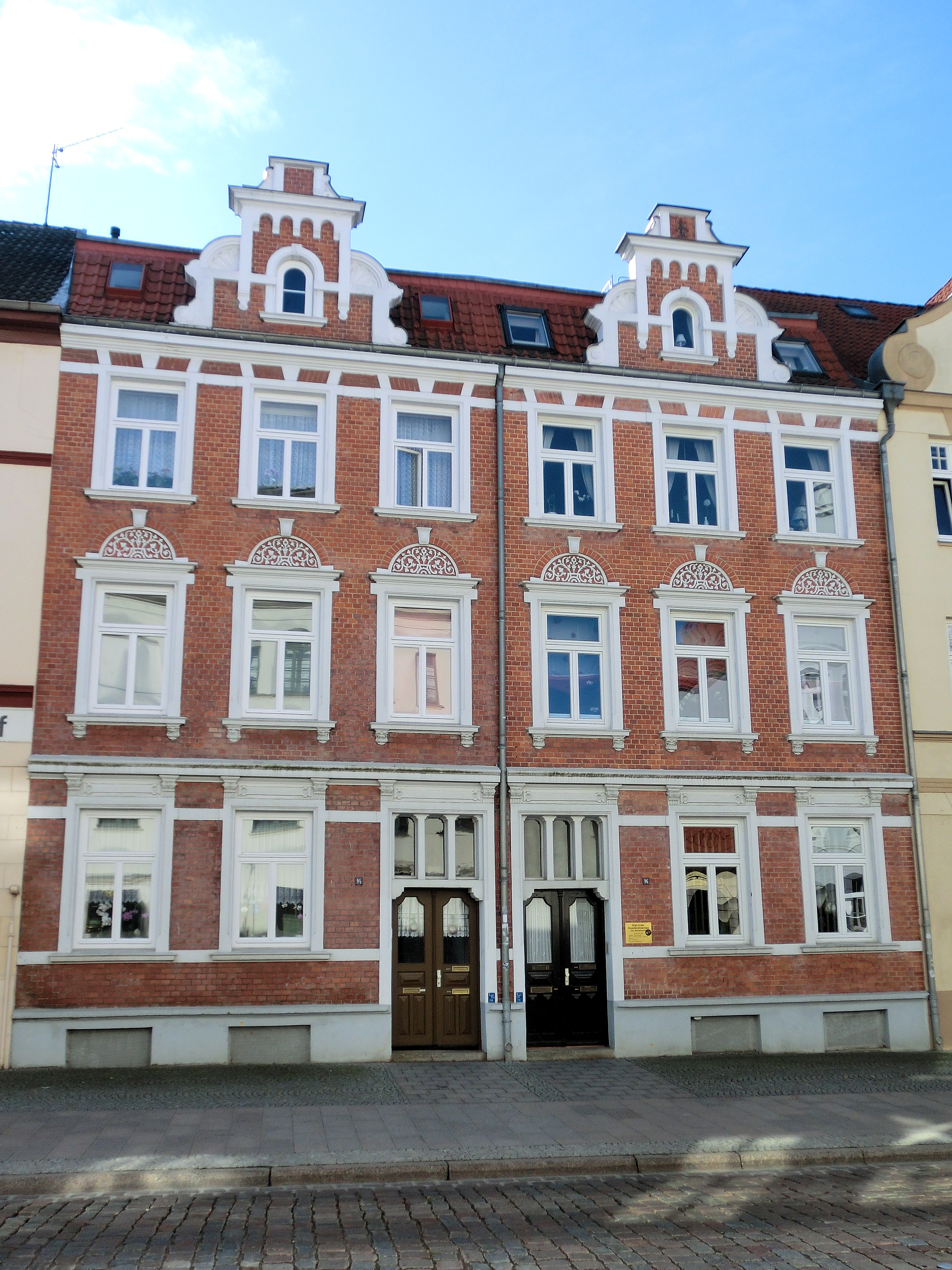
Nr. 94+96
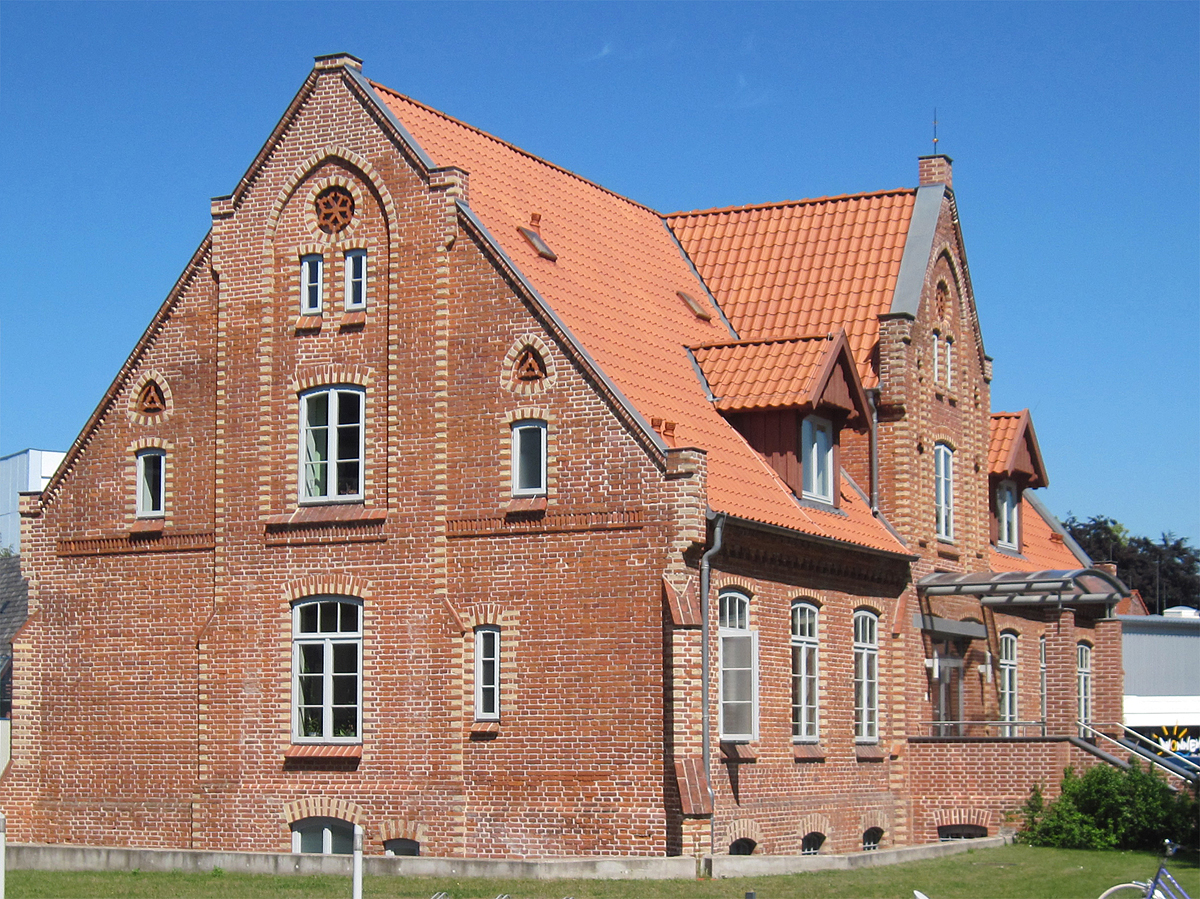
Nr. 161
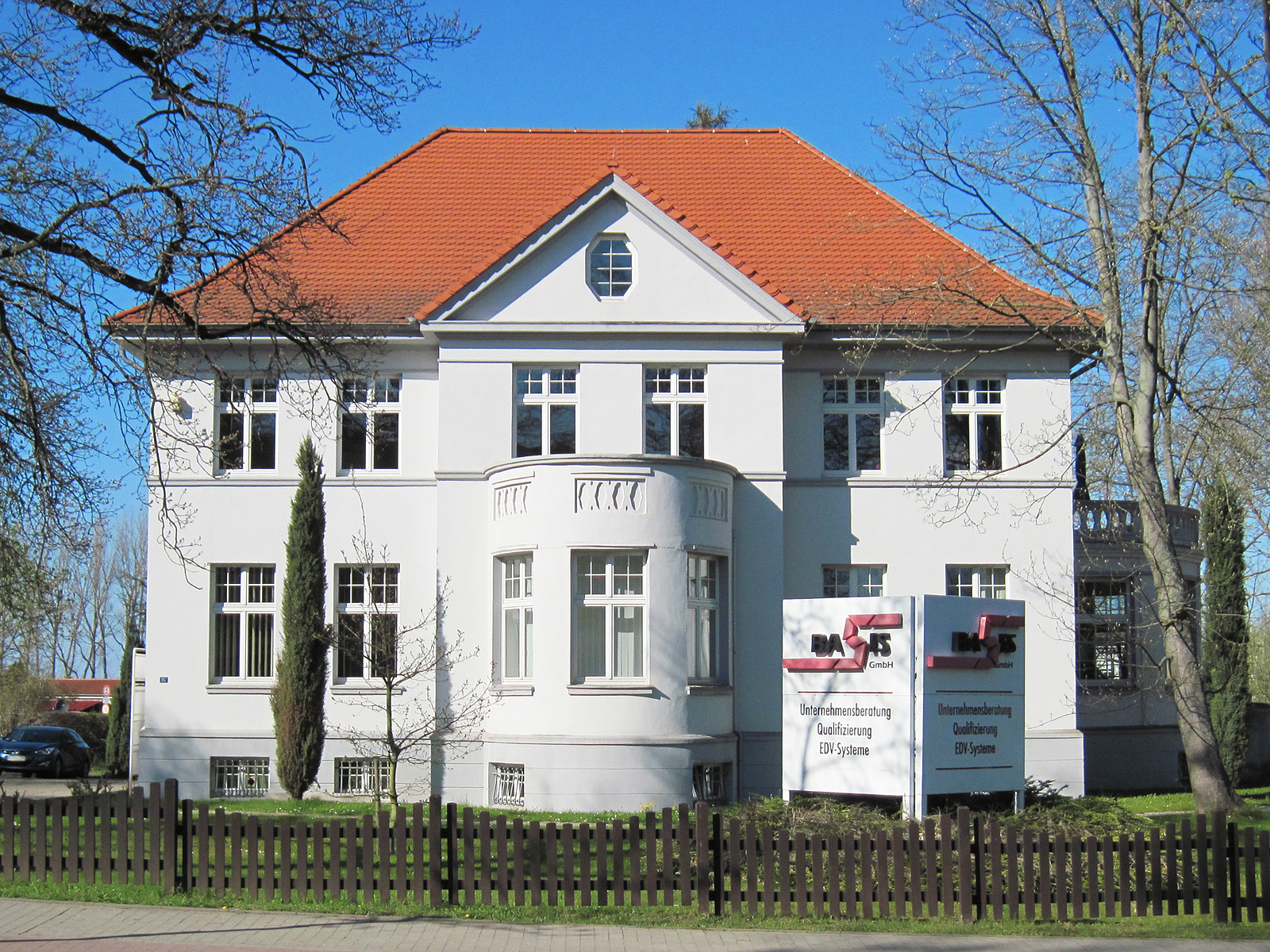
Nr. 187